# Aartalbahn
| Streckenführung der Aartalbahn |                         |                                                   |                                                   |
| Streckennummer (DB): | 3500                    |                                                   |                                                   |
| Kursbuchstrecke (DB): | 12628, bis 1986: 548    |                                                   |                                                   |
| Kursbuchstrecke: | 167b (1934) 195c (1946) |                                                   |                                                   |
| Streckenlänge: | 53,69 km                |                                                   |                                                   |
| Spurweite: | 1435 mm (Normalspur)    |                                                   |                                                   |
| Maximale Neigung: | 33,3 ‰                  |                                                   |                                                   |
| Minimaler Radius: | 200 m                   |                                                   |                                                   |
| |                         |                                                   |                                                   |
| \| \| \| Wiesbaden Rheinbahnhof (bis 1906) ⊙ \| \| \| \| 0,00 \| Wiesbaden Hbf (seit 1906) ⊙ \| Wiesbaden Hbf (seit 1906) ⊙ \| \| \| \| nach Breckenheim \| \| \| \| \| nach Frankfurt \| \| \| \| \| nach Koblenz \| \| \| \| 2,25 \| Landesdenkmal ⊙ \| Landesdenkmal ⊙ \| \| \| \| von Wiesbaden Ost \| \| \| \| 3,34 \| Waldstraße ⊙ \| Waldstraße ⊙ \| \| \| \| Schiersteiner Straße (A 643 / B 262) ⊙ \| \| \| \| 4,40 \| Wiesbaden Aartalbahn (Abzw) ⊙ \| Wiesbaden Aartalbahn (Abzw) ⊙ \| \| \| \| nach Wiesbaden West Gbf \| \| \| \| 6,16 \| Wiesbaden-Dotzheim ⊙ \| 195 m \| \| \| \| Flachstraße (Brücke seit 2009 gesperrt) \| \| \| \| 10,02 \| Chausseehaus ⊙ \| 290 m \| \| \| 14,13 \| Eiserne Hand ⊙ (ehemals Bahnhof) \| 420 m \| \| \| 16,65 \| Hahn-Wehen ⊙ \| 350 m \| \| \| 18,35 \| Bleidenstadt ⊙ \| Bleidenstadt ⊙ \| \| \| 23,55 \| Bad Schwalbach ⊙ \| 290 m \| \| \| 24,79 \| Adolfseck ⊙ \| Adolfseck ⊙ \| \| \| 24,90 \| Adolfsecker Tunnel (150 m) ⊙ \| Adolfsecker Tunnel (150 m) ⊙ \| \| \| \| Obergermanischer Limes \| \| \| \| 28,35 \| Breithardt ⊙ \| Breithardt ⊙ \| \| \| 30,00 \| Hohensteiner Tunnel (169 m) ⊙ \| Hohensteiner Tunnel (169 m) ⊙ \| \| \| 30,10 \| Hohenstein (Nassau) ⊙ \| 235 m \| \| \| 31,52 \| Laufenselden ⊙ \| Laufenselden ⊙ \| \| \| 33,00 \| Laufenseldener Tunnel (287 m) ⊙ \| Laufenseldener Tunnel (287 m) ⊙ \| \| \| \| Rheinland-Pfalz / Hessen \| \| \| \| \| Hessen / Rheinland-Pfalz \| \| \| \| \| B 54 \| \| \| \| 34,00 \| Michelbacher Tunnel (156 m) ⊙ \| Michelbacher Tunnel (156 m) ⊙ \| \| \| 35,65 \| Michelbach (Nassau) ⊙ \| Michelbach (Nassau) ⊙ \| \| \| 37,53 \| Kettenbach ⊙ \| Kettenbach ⊙ \| \| \| 39,57 \| Rückershausen ⊙ \| Rückershausen ⊙ \| \| \| \| Rheinland-Pfalz / Hessen \| \| \| \| \| von Nastätten (Nassauische Kleinbahn, Schmalspur) \| \| \| \| 42,76 \| Zollhaus (Nass) ⊙ \| Zollhaus (Nass) ⊙ \| \| \| 45,10 \| Hahnstätten ⊙ \| Hahnstätten ⊙ \| \| \| 47,17 \| Oberneisen ⊙ \| Oberneisen ⊙ \| \| \| \| Niederneisen \| \| \| \| 49,64 \| Flacht ⊙ \| Flacht ⊙ \| \| \| \| Holzheim \| \| \| \| \| Freiendiez \| \| \| \| \| von Wetzlar ⊙ \| \| \| \| 53,69 \| Diez ⊙ \| Diez ⊙ \| \| \| \| nach Koblenz \| \| \| \| \| \| \| \| Quellen: [2][3] \| \| \| \| |                         |                                                   |                                                   |
| Kopfbahnhof Streckenanfang (Strecke außer Betrieb) |                         | Wiesbaden Rheinbahnhof (bis 1906) ⊙               | Wiesbaden Rheinbahnhof (bis 1906) ⊙               |
| Kopfbahnhof Strecke bis hier außer Betrieb | 0,00                    | Wiesbaden Hbf (seit 1906) ⊙                       | Wiesbaden Hbf (seit 1906) ⊙                       |
| Abzweig geradeaus und nach links |                         | nach Breckenheim                                  | nach Breckenheim                                  |
| Abzweig geradeaus und nach links |                         | nach Frankfurt                                    | nach Frankfurt                                    |
| Abzweig ehemals geradeaus und nach links |                         | nach Koblenz                                      | nach Koblenz                                      |
| Haltepunkt / Haltestelle (Strecke außer Betrieb) | 2,25                    | Landesdenkmal ⊙                                   | Landesdenkmal ⊙                                   |
| Abzweig ehemals geradeaus und von links |                         | von Wiesbaden Ost                                 | von Wiesbaden Ost                                 |
| ehemaliger Bahnhof | 3,34                    | Waldstraße ⊙                                      | Waldstraße ⊙                                      |
| Brücke |                         | Schiersteiner Straße (A 643 / B 262) ⊙            | Schiersteiner Straße (A 643 / B 262) ⊙            |
| ehemaliger Dienststation / Betriebs- oder Güterbahnhof | 4,40                    | Wiesbaden Aartalbahn (Abzw) ⊙                     | Wiesbaden Aartalbahn (Abzw) ⊙                     |
| Abzweig geradeaus und ehemals nach rechts |                         | nach Wiesbaden West Gbf                           | nach Wiesbaden West Gbf                           |
| Bahnhof | 6,16                    | Wiesbaden-Dotzheim ⊙                              | 195 m                                             |
| Brücke |                         | Flachstraße (Brücke seit 2009 gesperrt)           | Flachstraße (Brücke seit 2009 gesperrt)           |
| Haltepunkt / Haltestelle | 10,02                   | Chausseehaus ⊙                                    | 290 m                                             |
| Haltepunkt / Haltestelle | 14,13                   | Eiserne Hand ⊙ (ehemals Bahnhof)                  | 420 m                                             |
| Bahnhof | 16,65                   | Hahn-Wehen ⊙                                      | 350 m                                             |
| Haltepunkt / Haltestelle | 18,35                   | Bleidenstadt ⊙                                    | Bleidenstadt ⊙                                    |
| Bahnhof | 23,55                   | Bad Schwalbach ⊙                                  | 290 m                                             |
| ehemaliger Haltepunkt / Haltestelle | 24,79                   | Adolfseck ⊙                                       | Adolfseck ⊙                                       |
| Tunnel | 24,90                   | Adolfsecker Tunnel (150 m) ⊙                      | Adolfsecker Tunnel (150 m) ⊙                      |
| ehemaliger Grenze |                         | Obergermanischer Limes                            | Obergermanischer Limes                            |
| Haltepunkt / Haltestelle | 28,35                   | Breithardt ⊙                                      | Breithardt ⊙                                      |
| Tunnel | 30,00                   | Hohensteiner Tunnel (169 m) ⊙                     | Hohensteiner Tunnel (169 m) ⊙                     |
| Kopfbahnhof Strecke ab hier außer Betrieb | 30,10                   | Hohenstein (Nassau) ⊙                             | 235 m                                             |
| Haltepunkt / Haltestelle (Strecke außer Betrieb) | 31,52                   | Laufenselden ⊙                                    | Laufenselden ⊙                                    |
| Tunnel (Strecke außer Betrieb) | 33,00                   | Laufenseldener Tunnel (287 m) ⊙                   | Laufenseldener Tunnel (287 m) ⊙                   |
| Grenze (Strecke außer Betrieb) |                         | Rheinland-Pfalz / Hessen                          | Rheinland-Pfalz / Hessen                          |
| Grenze (Strecke außer Betrieb) |                         | Hessen / Rheinland-Pfalz                          | Hessen / Rheinland-Pfalz                          |
| Brücke (Strecke außer Betrieb) |                         | B 54                                              | B 54                                              |
| Tunnel (Strecke außer Betrieb) | 34,00                   | Michelbacher Tunnel (156 m) ⊙                     | Michelbacher Tunnel (156 m) ⊙                     |
| Bahnhof (Strecke außer Betrieb) | 35,65                   | Michelbach (Nassau) ⊙                             | Michelbach (Nassau) ⊙                             |
| Bahnhof (Strecke außer Betrieb) | 37,53                   | Kettenbach ⊙                                      | Kettenbach ⊙                                      |
| Bahnhof (Strecke außer Betrieb) | 39,57                   | Rückershausen ⊙                                   | Rückershausen ⊙                                   |
| Grenze (Strecke außer Betrieb) |                         | Rheinland-Pfalz / Hessen                          | Rheinland-Pfalz / Hessen                          |
| Strecke · Strecke von links (außer Betrieb) |                         | von Nastätten (Nassauische Kleinbahn, Schmalspur) | von Nastätten (Nassauische Kleinbahn, Schmalspur) |
| Bahnhof (Strecke außer Betrieb) · Kopfbahnhof Streckenende | 42,76                   | Zollhaus (Nass) ⊙                                 | Zollhaus (Nass) ⊙                                 |
| Bahnhof (Strecke außer Betrieb) | 45,10                   | Hahnstätten ⊙                                     | Hahnstätten ⊙                                     |
| Bahnhof (Strecke außer Betrieb) | 47,17                   | Oberneisen ⊙                                      | Oberneisen ⊙                                      |
| Haltepunkt / Haltestelle (Strecke außer Betrieb) |                         | Niederneisen                                      | Niederneisen                                      |
| Bahnhof (Strecke außer Betrieb) | 49,64                   | Flacht ⊙                                          | Flacht ⊙                                          |
| Haltepunkt / Haltestelle (Strecke außer Betrieb) |                         | Holzheim                                          | Holzheim                                          |
| Haltepunkt / Haltestelle (Strecke außer Betrieb) |                         | Freiendiez                                        | Freiendiez                                        |
| Abzweig ehemals geradeaus und von rechts |                         | von Wetzlar ⊙                                     | von Wetzlar ⊙                                     |
| Bahnhof | 53,69                   | Diez ⊙                                            | Diez ⊙                                            |
| |                         | nach Koblenz                                      |                                                   |
| |                         |                                                   |                                                   |
| Quellen: |                         |                                                   |                                                   |

Die Aartalbahn, auch Langenschwalbacher Bahn oder Schwalbacher Bahn, ist eine Nebenbahn in Hessen und Rheinland-Pfalz. Sie beginnt in Wiesbaden und führt über den Taunus und durch das Aartal über Bad Schwalbach und Hohenstein nach Diez, wo sie in die Lahntalbahn einmündet. Die Strecke ist stillgelegt, aber nicht abgebaut. Sie steht unter Denkmalschutz. Eine Wiederinbetriebnahme für den Reiseverkehr wird diskutiert. Zudem wird durch die Aartalbahn Infrastruktur gGmbH eine Wiederinbetriebnahme der Museumseisenbahnverkehre, zunächst bis zum Bahnhof Hahn-Wehen, vorbereitet.

## Verlauf
Die Aartalbahn führt durch westliche Stadtteile Wiesbadens in den Taunus, überquert ihn über die Eiserne Hand, steigt auf der Nordseite ab nach Hahn (seit 1971 Stadtteil von Taunusstein) und folgt ab da dem Tal der Aar im westlichen Hintertaunus über Bad Schwalbach (bis 1927: Langenschwalbach), Aarbergen und Hahnstätten. Ihr südlicher Abschnitt verläuft in Hessen, der Abschnitt zwischen Diez und Zollhaus befindet sich in Rheinland-Pfalz.
In Diez bestand Anschluss an die Lahntalbahn. Die Mehrzahl der Personenzüge der Aartalbahn endete jedoch nicht in Diez, sondern fuhr mit Fahrtrichtungswechsel noch weiter bis Limburg.
In Zollhaus bestand bis zur Einstellung des Personenverkehrs der Nassauischen Kleinbahn (NKB) 1951 eine Verbindung nach St. Goarshausen und Braubach am Rhein.
In Wiesbaden bestand Anschluss an die Züge Richtung Darmstadt, Aschaffenburg, Mainz, Koblenz, Niedernhausen, Frankfurt am Main.
Bahnhöfe, in denen Zugkreuzungen möglich sind, befinden sich in Wiesbaden-Dotzheim, Hahn-Wehen, Bad Schwalbach, Hohenstein, Kettenbach, Zollhaus, Hahnstätten und Oberneisen.

## Geschichte

### 19. Jahrhundert

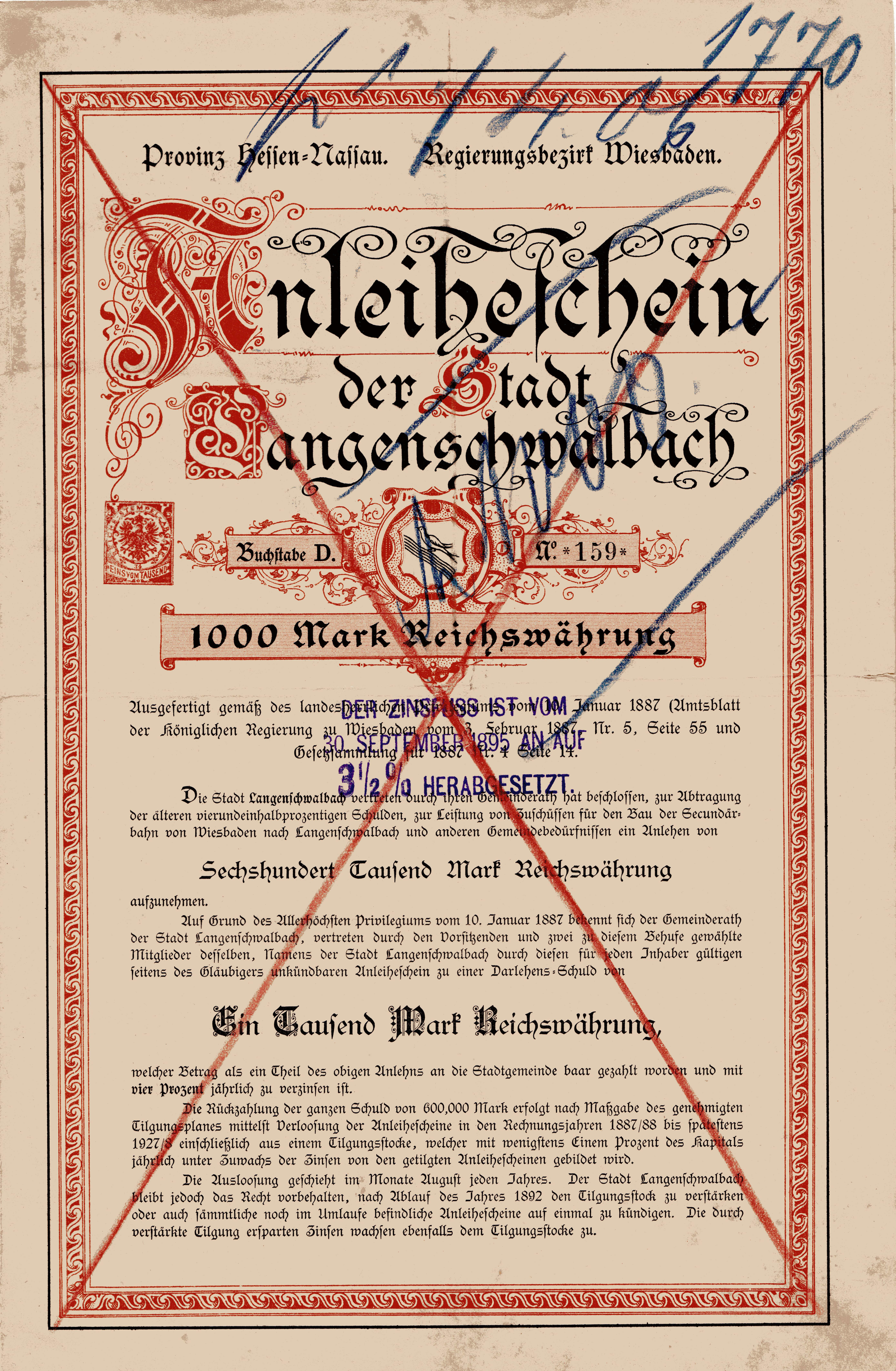
Anleihe der Stadt Langenschwalbach vom 30. März 1887 zur Finanzierung der „Secundärbahn“ von Wiesbaden nach Langenschwalbach

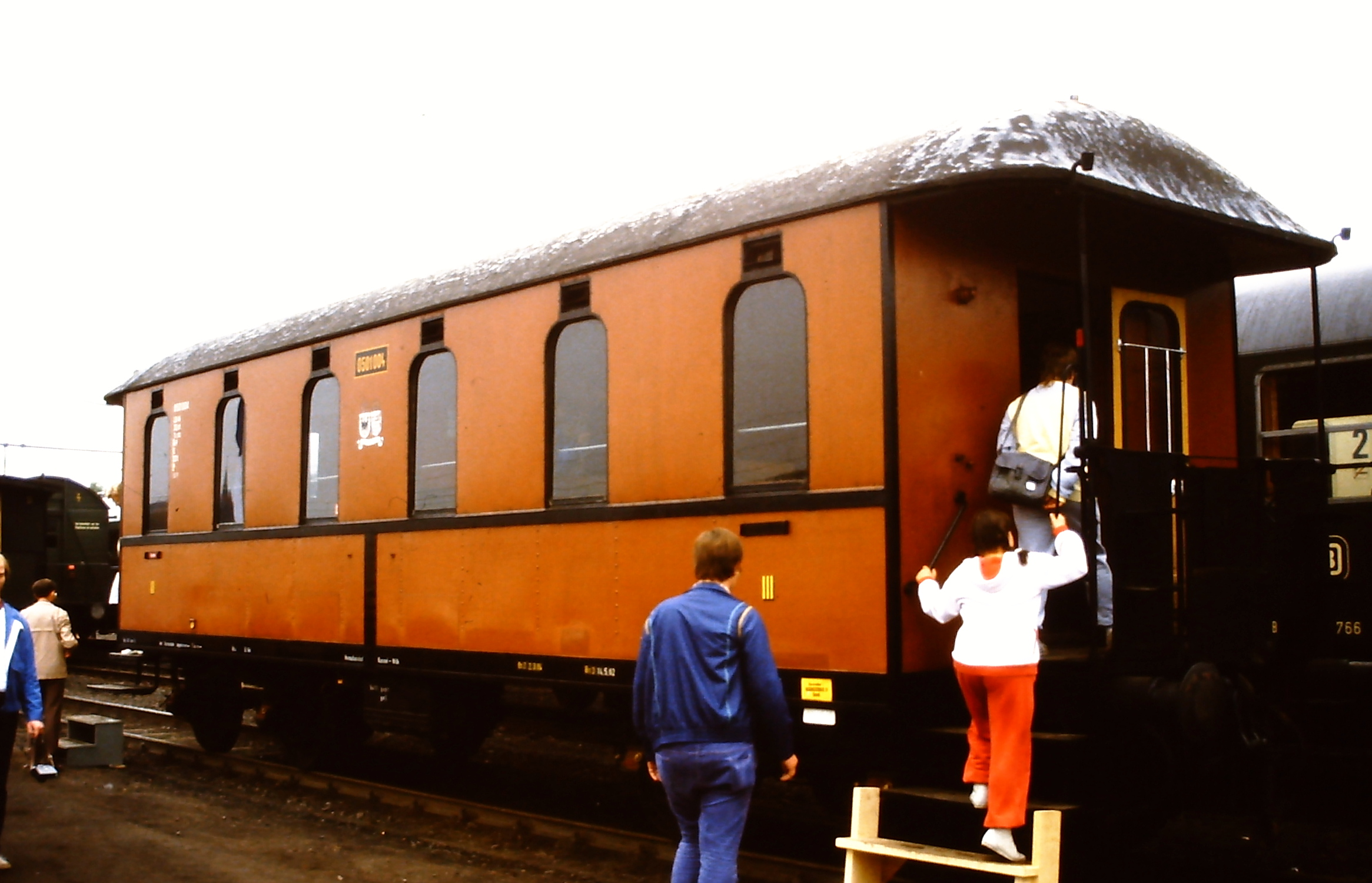
Speziell für die Strecke entwickelter Wagen der Gattung C4itr pr 11, hier 1985 auf der Ausstellung 150 Jahre Deutsche Eisenbahnen

Nach der Annexion des Herzogtums Nassau durch das Königreich Preußen im Jahr 1866 griff die Preußische Staatsbahn Überlegungen aus nassauischer Zeit zum Bau einer Schienenverbindung zwischen Wiesbaden und dem Raum Limburg auf. Mit der Eisenbahnlinie über den Taunuskamm und durch das Aartal wurde Moritz Hilf betraut, der seit 1862 technischer Direktor der Nassauischen Staatsbahn war. Das Projekt wurde in drei großen Bauabschnitten zwischen 1869/70 und 1894 verwirklicht.
Am 1. Juni 1870 wurde der erste Abschnitt zwischen Limburg und Zollhaus in Betrieb genommen. Dieser Abschnitt diente hauptsächlich dem Transport der Bergbauprodukte, die im Raum Zollhaus gewonnen wurden (Eisenerz, Kalkstein, Marmor und Porphyr). Die Strecke, die heute größtenteils auf dem Gebiet der Verbandsgemeinden Aar-Einrich und Diez liegt, folgt dem relativ breiten und flachen unteren Teil des Aartals. Der als Hauptbahn erbaute Abschnitt wurde mit Kurvenradien größer als 300 Meter für eine Höchstgeschwindigkeit von 80 km/h ausgelegt, die Rückstufung zur Sekundärbahn/Nebenbahn erfolgte am 19. April 1881.
Am 15. November 1889 wurde der südliche Abschnitt zwischen dem Wiesbadener Rheinbahnhof und dem Kurbad Langenschwalbach in Betrieb genommen. Hierbei musste der Taunushauptkamm zwischen den Tälern von Aar und Rhein überwunden werden. Auf der 420 m hohen Passhöhe entstand mit dem Bahnhof Eiserne Hand der höchstgelegene Bahnhof des Mittelgebirges. Der Anstieg vom Bahnhof Chausseehaus auf die Eiserne Hand war bei seiner Eröffnung mit einer Steigung von 1 : 30 der steilste Streckenabschnitt im Deutschen Reich, der noch ohne Zahnschiene auskam. Dazu wies die Strecke sehr enge Kurvenradien von 180 Meter auf, was die Höchstgeschwindigkeit auf 40 km/h beschränkte. Andererseits konnte so auf den Bau von teuren und aufwändigen Tunneln und Brücken verzichtet werden. Erst zwischen 1907 und 1911 wurde der minimale Kurvenradius auf 200 Meter und damit die Maximalgeschwindigkeit auf 50 km/h erhöht.
Der dritte Bauabschnitt schloss 1894 die Lücke zwischen Langenschwalbach und Zollhaus. Dies geschah hauptsächlich auf Betreiben des Industriellen Adolph Passavant in Kettenbach, welcher die Michelbacher Hütte betrieb. Da das Aartal hier eng und gewunden ist, wurden vier Tunnel gebaut, um Talschleifen abzukürzen. Dadurch wurde ein minimaler Radius von 250 Meter möglich, der eine Höchstgeschwindigkeit von 60 km/h zuließ.

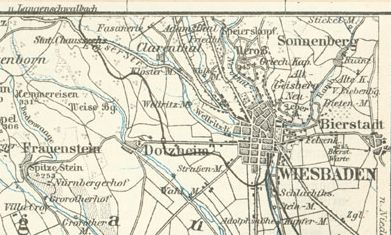
Strecke in Wiesbaden um 1890

Der südliche Abschnitt – der die Bezeichnung Langenschwalbacher Bahn geprägt hat – diente im wilhelminischen Zeitalter insbesondere dem Bäderverkehr zwischen der „Weltkurstadt“ Wiesbaden und dem Frauenheilbad Langenschwalbach. Dazwischen befand sich am Chausseehaus eine Sommerfrische mit Hotel, Gaststätte und mehreren Erholungsheimen. Die steile und kurvenreiche Verbindung über die Eiserne Hand erforderte die Entwicklung kurzer Personenzugwagen mit Drehgestellen, die so genannten „Langenschwalbacher“. Ab 1892 wurden Tenderlokomotiven der Baureihe T 9 Bauart Langenschwalbach in Betrieb genommen, da die Steigung sich für die ursprünglich eingesetzte Preußische T 3 als zu steil erwiesen hatte.

### 20. Jahrhundert
Die Strecke führte in Wiesbaden ursprünglich vom Rheinbahnhof in einem engen Bogen Richtung Westen zum Bahnhof Wiesbaden-Dotzheim. Der Trassenverlauf entsprach in etwa den heutigen Achsen Niederwaldstraße, Assmannshäuser Straße und Im Rad/Fischbacher Straße (südliche Parallele zur Dotzheimer Straße). Für die Neueröffnung des Hauptbahnhofs 1906 und den Bau des Güterbahnhofs Wiesbaden West musste die Verbindung neu trassiert werden. Die neue Strecke wurde am 2. Mai 1904 in Betrieb genommen und führte über den Bahnhof Landesdenkmal. Der ebenfalls in diesem Streckenabschnitt gelegene Bahnhof Waldstraße wurde erst nachträglich 1905 eröffnet. Am 28. November 1904 wurde der Güterbahnhof Wiesbaden West, die Zufahrt erfolgte über die neue Trasse, eröffnet. Die für den Güterverkehr wichtige Verbindung zum Bahnhof Curve (heute: Wiesbaden Ost) wurde erst am 1. Oktober 1906 für den Verkehr freigegeben.
Zum 1. Oktober 1907 wurde die Strecke aus der Zuständigkeit der Direktion Frankfurt ausgegliedert und an die Eisenbahndirektion Mainz abgegeben.

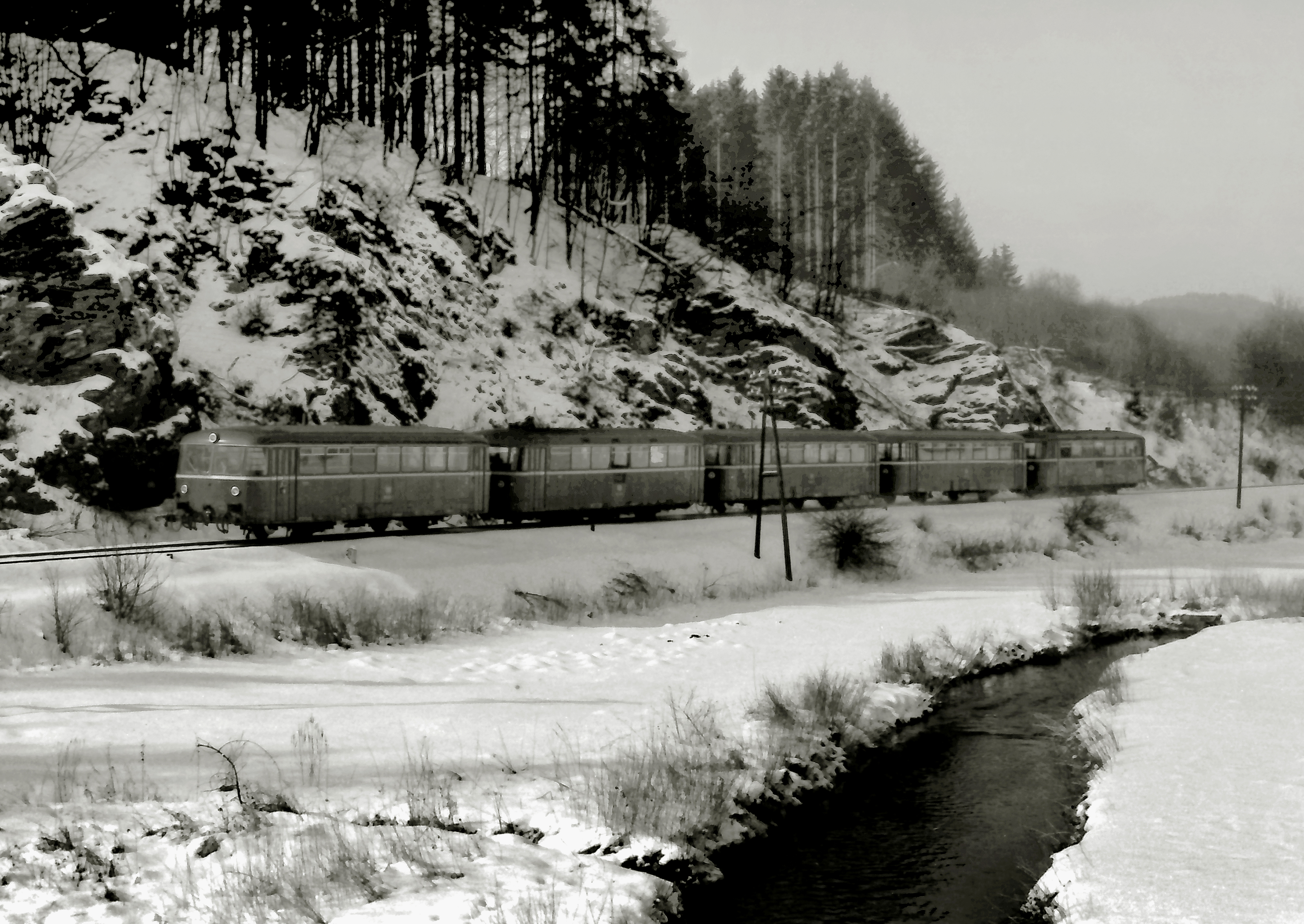
Schienenbusse zwischen Bad Schwalbach und Bleidenstadt, Januar 1978

Am 10. Februar 1914 wurden „mit Eintritt der Dunkelheit“ zwischen Wiesbaden und Langenschwalbach neue „Doppellichtvorsignale“ in Betrieb genommen, die dem heute noch gebräuchlichen Modell des Formsignals entsprachen.
Nach dem Ersten Weltkrieg durchquerte die Aartalbahn bei Laufenselden den Freistaat Flaschenhals, einen schmalen Landstreifen, der bei der alliierten Rheinlandbesetzung zwischen dem amerikanischen Brückenkopf von Koblenz und dem französischen Brückenkopf bei Mainz unbesetzt geblieben war. Zu etwa jener Zeit begann auch der Einsatz der Baureihe 93, die bis 1963 die typische Lokomotive auf der Aartalbahn sein sollte.

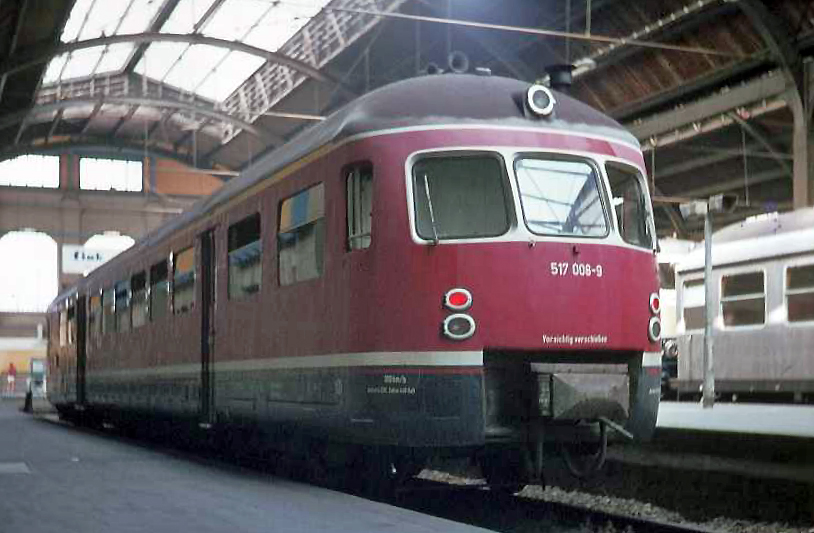
Baureihe ETA 176 im Wiesbadener Hauptbahnhof

Die Strecke wurde nach dem Zweiten Weltkrieg zwischen Zollhaus und Kettenbach von der Grenze zwischen der amerikanischen und französischen Besatzungszone zerschnitten. Die französische Besatzungsmacht ordnete alle Bahnstrecken im nördlichen Teil ihrer Besatzungszone der Eisenbahndirektion Mainz zu, so auch den nördlichen Abschnitt der Aartalbahn. Um die Züge zwischen den Besatzungszonen nutzen zu dürfen, waren spezielle Passierscheine erforderlich. Später wurde dort die Landesgrenze zwischen Hessen und Rheinland-Pfalz gezogen.
Ab 1957 prägten zunehmend Schienenbusse der Baureihe VT 98 das Bild. Von 1979/80 bis zur Stilllegung des hessischen Streckenabschnitts Wiesbaden–Bad Schwalbach 1983 dominierten Akkumulatortriebwagen der Baureihen 515 und 517. Außerdem verkehrten Züge aus Umbauwagen mit Diesellokomotiven der Baureihe V 100 sowie n-Wagen, die von der Baureihe 216 gezogen wurden. Bis Ende der 1960er Jahre wurden an Wochenenden auch direkte Ausflugszüge von Mainz Hbf bis Eiserne Hand/Bad Schwalbach ohne Bedienung des Wiesbadener Hbf gefahren.
Mit der schrittweisen Auflösung der Bundesbahndirektion Mainz in den Jahren 1971/72 fiel die Zuständigkeit auch für den nördlichen Abschnitt der Strecke zum 1. April 1971 an die Bundesbahndirektion Frankfurt/M.

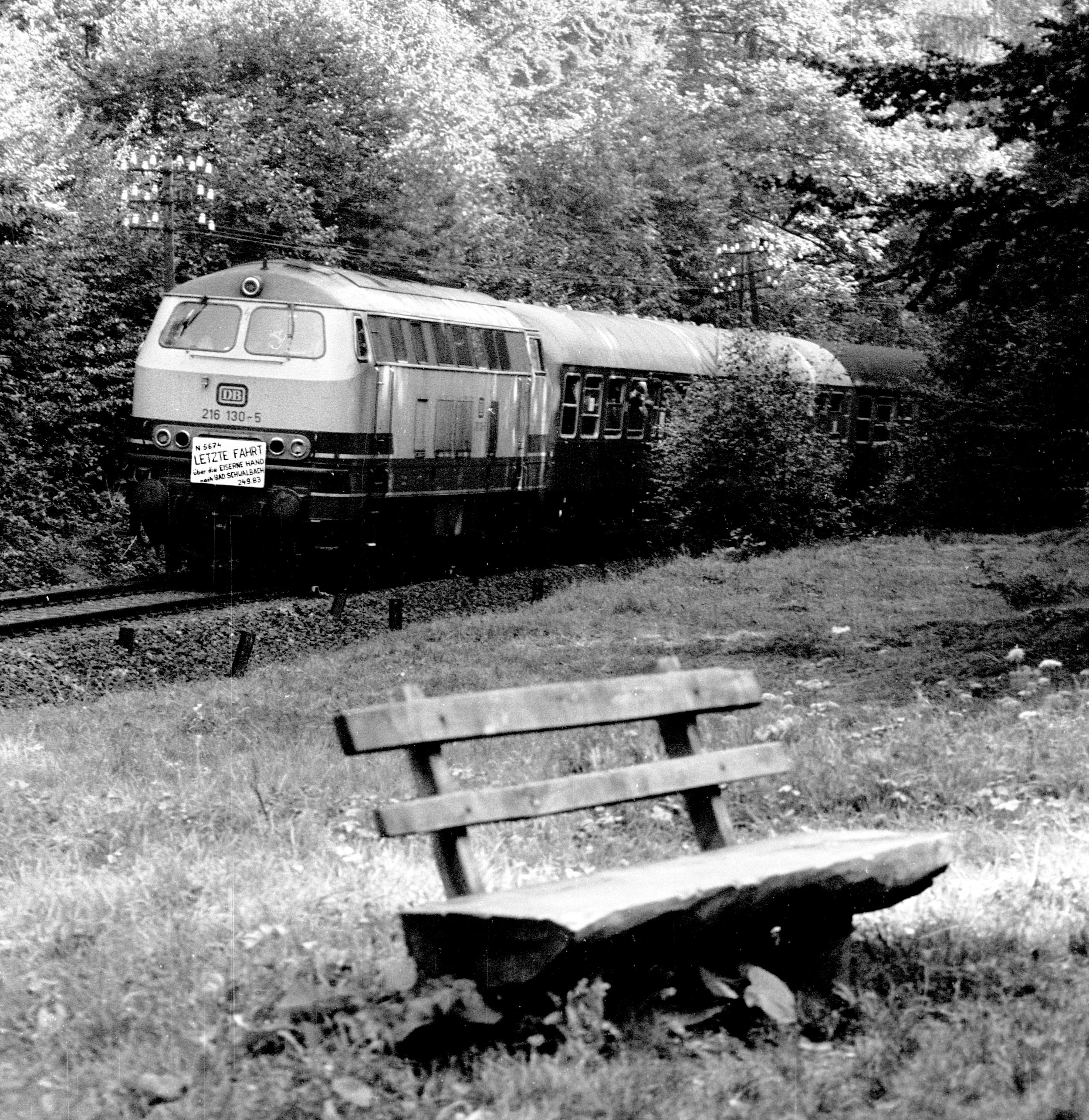
Letzter Zug Wiesbaden–Bad Schwalbach (N 5674) am 24. September 1983 zwischen Wiesbaden-Dotzheim und Chausseehaus.

Am 24. September 1983 fuhr der letzte planmäßige Personenzug zwischen Wiesbaden und Bad Schwalbach, am 28. September 1986 wurde auch auf dem verbliebenen nördlichen Abschnitt der Verkehr eingestellt, auf dem zuletzt noch Schienenbusse im Einsatz waren.

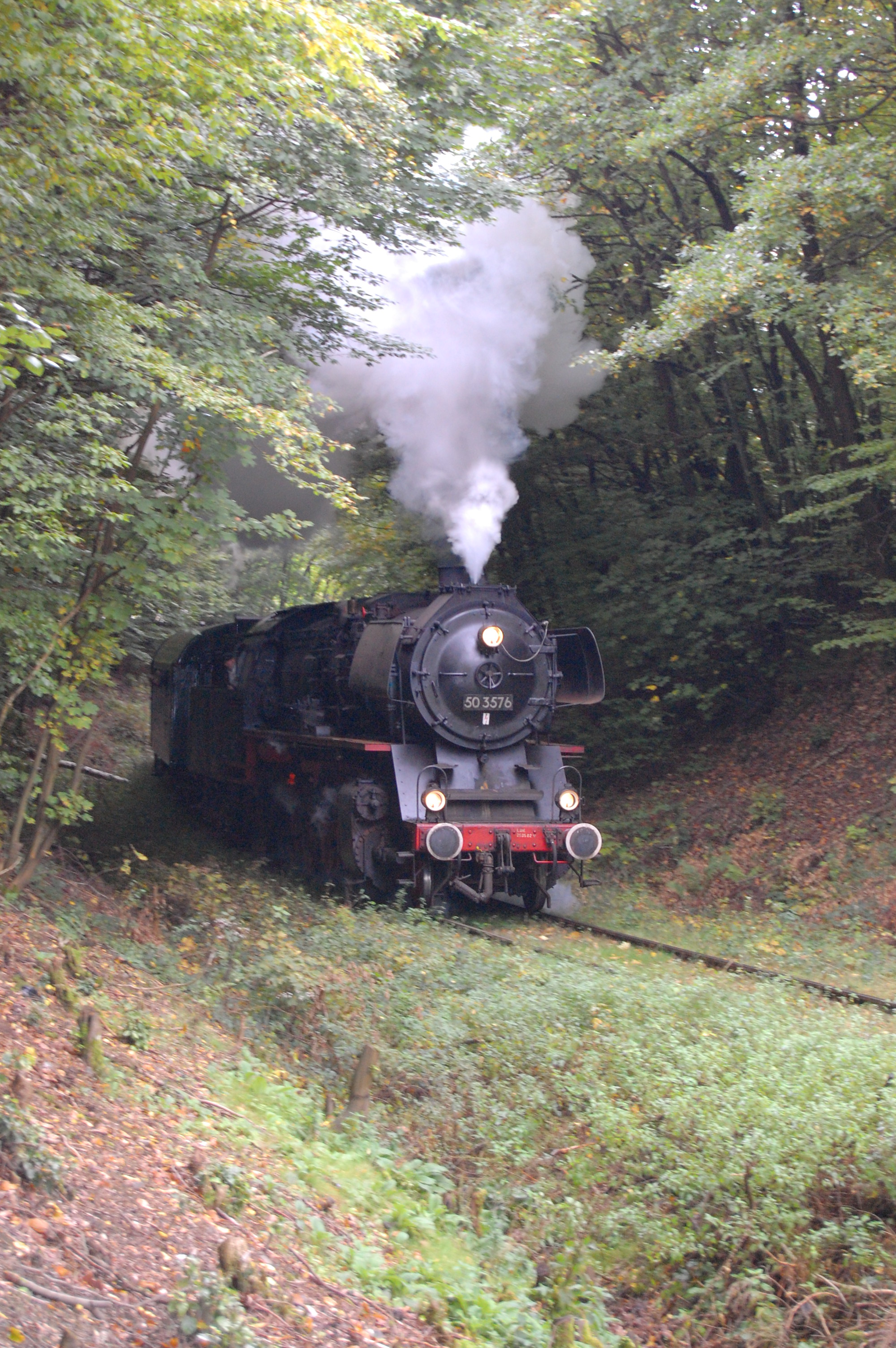
Dampflok 50 3576 der Nassauischen Touristik-Bahn

Zum Jahreswechsel 1985/1986 wurde die Strecke nach der Stilllegung erstmals wieder mit (gemieteten) Loks und Wagen befahren. Diese ersten Museumsbahnfahrten mit Dampf- und Diesellokomotiven fanden sehr großen Zuspruch und führten zur Gründung des Vereins „Nassauische Touristik-Bahn e. V.“. 1986 wurde der Betrieb durch die Nassauische Touristik-Bahn (NTB), die ihren Sitz im Dotzheimer Bahnhof hat, übernommen. Die historischen Züge fuhren zunächst von Wiesbaden-Dotzheim nach Hahn-Wehen. Ab dem 28. März 1991 wurden die Fahrten bis Bad Schwalbach verlängert, ab dem 29. April 1994 sogar bis Hohenstein.
1987 wurde bekannt, dass die Gebäude und technischen Anlagen der Strecke und der Bahnhöfe des hessischen Teils der Strecke Kulturdenkmäler nach dem Hessischen Denkmalschutzgesetz sind. Der Abschnitt zwischen dem Bahnhof Wiesbaden Ost und der Landesgrenze bei Aarbergen-Rückershausen ist mit 40 Streckenkilometern das längste Baudenkmal Hessens, nur der römische Limes (ein Bodendenkmal) ist länger. Es kreuzt die Bahnstrecke zwischen Breithardt und Adolfseck. Fast alle Empfangsgebäude wurden veräußert, die Strecke abgesehen von notwendigen Reparaturen größtenteils im damaligen Zustand belassen.
Im Güterverkehr wurde die Aartalbahn für den Transport von Bergbauprodukten genutzt, die Kalkwerke Schaefer in Hahnstätten und die Michelbacher Hütte in Kettenbach liegen unmittelbar an der Strecke. Während der Verkehr auf dem Streckenabschnitt Wiesbaden–Bad Schwalbach zeitgleich mit dem Personenverkehr am 24. September 1983 eingestellt wurde, wurde von Diez aus Bad Schwalbach noch bis zum 28. Dezember 1990 bedient, der Verkehr bis Hohenstein am 1. Dezember 1992 eingestellt. Der letzte Zug zwischen Kettenbach und dem nördlichen Ende verkehrte am 1. Juni 1999.

### 21. Jahrhundert
Von 2001 bis 2003 wurde der ehemals stark zugewachsene nördliche Streckenabschnitt im unteren Aartal durch ehrenamtliche Helfer freigeschnitten. Nach der Sanierung einiger Brücken zwischen den Bahnhöfen Wiesbaden Ost und Landesdenkmal (Fertigstellung 2007) ist auch der südlichste Teil der Aartalbahn wieder an das Netz der DB Netz AG angebunden und der Güterverkehr zur Sektkellerei Henkell wurde wieder aufgenommen. 2010 wurden dort Kilometertafeln angebracht. Im ersten Halbjahr 2010 wurde an insgesamt vier Bahnübergängen die Fahrbahn erneuert: in Seitzenhahn, am Chausseehaus, in Dotzheim sowie am Straßenmühlweg. Der Wiesbadener Hauptbahnhof hingegen kann seit Mitte der 1990er Jahre nur noch über Wiesbaden Ost angefahren werden, da die Verbindungsstrecke vom Bahnhof Landesdenkmal über die Brücke am Theodor-Heuss-Ring zugewachsen ist und sowohl die Gleisverbindung im Weichenvorfeld als auch das üblicherweise angefahrene Gleis 11 bereits demontiert wurden.
Ende Mai 2007 wurde die Eisenbahnüberführung Flachstraße (ca. 100 Meter nördlich des Bahnhofs Wiesbaden-Dotzheim) bei 50° 04′ 48,4″ N, 008° 12′ 10,3″ O durch einen auf einem LKW verladenen Bagger, der die Durchfahrtshöhe von 3,6 Meter überschritt, beschädigt und gesperrt. Die Strecke war damit direkt hinter dem Heimatbahnhof der Nassauischen Touristik-Bahn unterbrochen und erst ab dem Sommer 2008 wieder befahrbar. Eine defekte Weiche verhinderte bis Juli 2009 den Verkehr zwischen dem Bahnhof Eiserne Hand und Hahn-Wehen. Da in den Bahnhöfen von Hohenstein und Bad Schwalbach zwei beziehungsweise sechs defekte Weichen vorhanden sind, ist dort derzeit kein Verkehr möglich. Am 20. November 2009 beschädigte erneut ein LKW die oben erwähnte Brücke schwer. Den Vorschlag aus dem Jahr 2008, eine wirksame Höhenkontrolle zu installieren, hatte der Magistrat seinerzeit abgelehnt, weil „zeitnah eine höhere Brücke an dieser Stelle gebaut werden sollte.“ Da die Brücke nicht mehr instand gesetzt werden kann, ist der Bau einer neuen Brücke vorgesehen. Für den Neubau mit einer lichten Höhe von 4,5 Meter wurde ein Planfeststellungsverfahren eingeleitet. Außerdem erstellte die Wiesbadener Verkehrsgesellschaft ESWE ein Konzept für die Aartalstrecke inklusive der Sanierung einer zweiten Brücke. Die defekten Weichen in Bad Schwalbach wurden bisher (Mai 2011) nicht repariert, obwohl der Kreis dafür finanzielle Mittel im Haushalt eingestellt hat. Die Kosten wurden im Jahr 2008 auf 150.000 € geschätzt.
Mitte 2007 wurde die Anlieferung von Wein vom Bahnhof Wiesbaden Ost zur Sektkellerei Henkell am ehemaligen Bahnhof Landesdenkmal wieder aufgenommen. Der Güterverkehr wurde zunächst von dem ehemaligen Eisenbahnverkehrsunternehmen Railion und bis zur Abbestellung der Bedienung im September 2014 durch die Brohltalbahn durchgeführt.
Wegen der Unterbrechungen durch beschädigte Brücken und Weichen ab Mai 2009 wurde der Museumsbahnverkehr der Nassauischen Touristik-Bahn auf der Aartalbahn eingestellt, der Verein bot jedoch Sonderfahrten auf anderen Strecken an. Die Regierung in Wiesbaden gab 2011 bekannt, die touristische Nutzung der Strecke langfristig sichern zu wollen. Nach der Übernahme der Strecke durch die NTB / Aartalbahn Infrastruktur gGmbH 2014 war eine Wiederinbetriebnahme Wiesbaden-Dotzheim – Eiserne Hand für Ende 2017 geplant. Nachdem sich das Vorhaben aufgrund der Planungen für die CityBahn verzögerte, wurde 2024 ein erster Streckenabschnitt (Wiesbaden-Ost bis Sektkellerei Henkell) wieder in Betrieb genommen. Für 2025 ist die Inbetriebnahme des Abschnittes bis zum Bahnhof Wiesbaden Waldstraße, für 2026 bis zum Bahnhof Wiesbaden-Dotzheim, für 2028 bis zum Bahnhof Hahn-Wehen geplant.

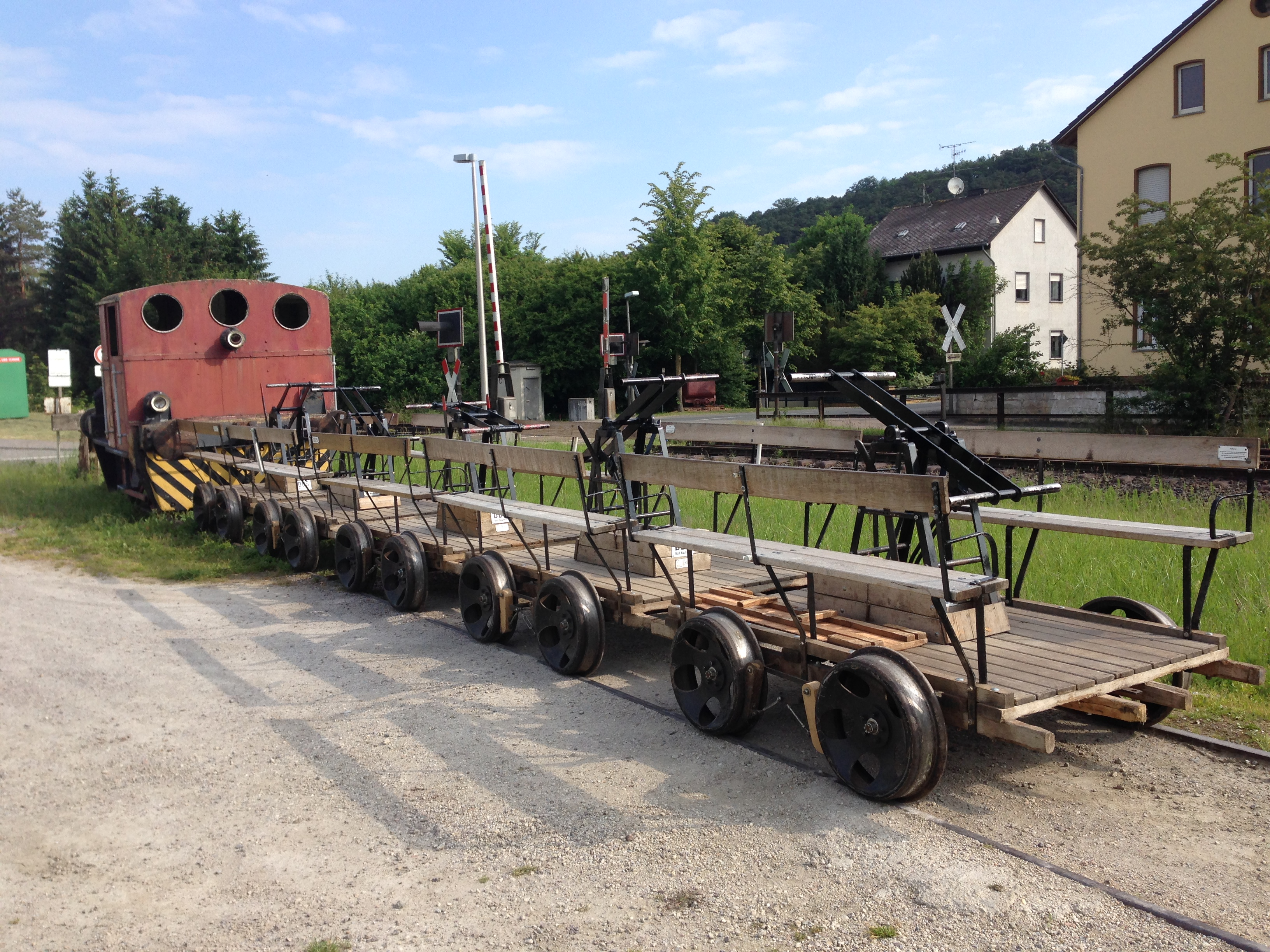
Draisinen in Oberneisen

Der länderübergreifende Arbeitskreis Aartalbahn bietet im unteren Aartal regelmäßig Draisinenfahrten zwischen dem Michelbacher Tunnel und Diez mit regionspezifischem Rahmenprogramm an. Im Jahr 2009 nutzten etwa 4500 Reisende dieses touristische Angebot. Die teils historischen Draisinen werden am Bahnhof Oberneisen in einer ehemaligen Verladehalle für Kaolin (50° 19′ 28,9″ N, 8° 4′ 10,5″ O) untergestellt. Wegen der geplanten Reaktivierung des Streckenabschnitts Limburg–Diez–Zollhaus für den ÖPNV und der damit verbundenen Bauarbeiten ist ein Ausweichen der Draisinenfahrten auf den Abschnitt Zollhaus–Michelbach–Hohenstein geplant. Derzeit ist hier jedoch eine Brücke  beschädigt. Für die Zukunft plant der gemeinnützige Verein eine Fortführung dieses Verkehrs mit dem Ziel der Reaktivierung der gesamten Strecke.
| Abschnitt                                                                            | Inbetriebnahme    | Personenverkehr        | Güterverkehr                                                                  | Reaktivierung          |
| ------------------------------------------------------------------------------------ | ----------------- | ---------------------- | ----------------------------------------------------------------------------- | ---------------------- |
| Diez – Zollhaus                                                                      | 1. Juni 1870      | bis 28. September 1986 | bis 1. Juni 1999                                                              | [ 31 ]                 |
| Zollhaus – Kettenbach                                                                | 1. Mai 1894       | bis 28. September 1986 | bis 1. Juni 1999                                                              |                        |
| Kettenbach – Hohenstein                                                              | 1. Mai 1894       | bis 28. September 1986 | bis 1. Dezember 1992                                                          |                        |
| Hohenstein – Bad Schwalbach                                                          | 1. Mai 1894       | bis 28. September 1986 | bis 28. Dezember 1990                                                         | 29. April 1994         |
| Bad Schwalbach – Hahn-Wehen                                                          | 15. November 1889 | bis 24. September 1983 | bis 24. September 1983                                                        | 28. März 1991          |
| Hahn-Wehen – Wiesbaden-Dotzheim                                                      | 15. November 1889 | bis 24. September 1983 | bis 24. September 1983                                                        | 28. Dezember 1985      |
| Wi-Dotzheim – Wiesbaden Hbf bis 14. Nov. 1906 Wi Rheinbahnhof                        | 15. November 1889 | bis 24. September 1983 |                                                                               |                        |
| Wi-Dotzheim – Wiesbaden Ost                                                          | 1. Oktober 1906   |                        | bis 24. September 1983, 2007 bis September 2014 Wiesbaden Ost – Anst. Henkell | 2007 bis Anst. Henkell |
| seit Mai 2004: Betrieb mit Draisinen zwischen Freiendiez und dem Michelbacher Tunnel |                   |                        |                                                                               |                        |

## Bauwerke

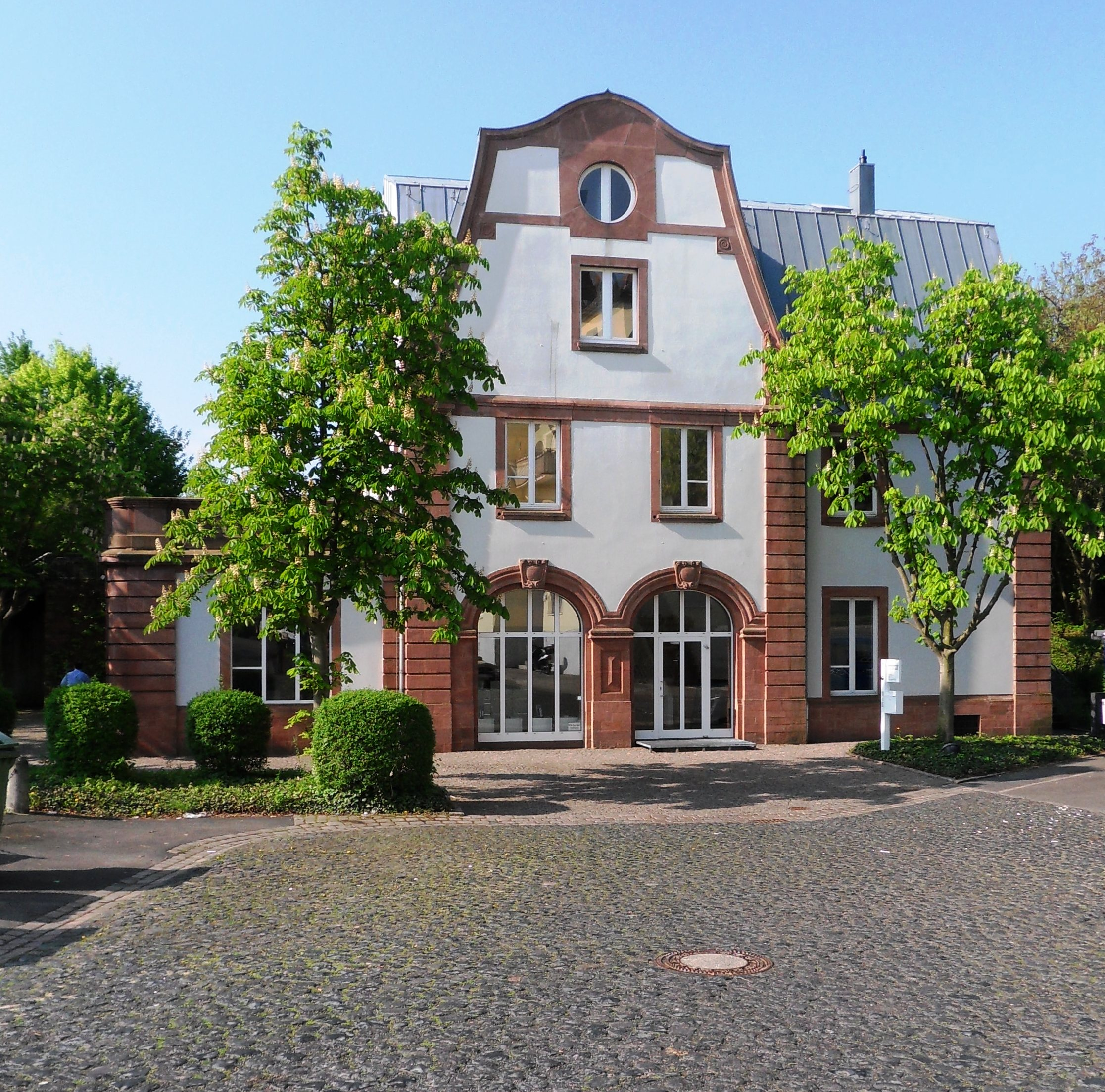
Empfangsgebäude des Bahnhofs Waldstraße, heute in Privatbesitz

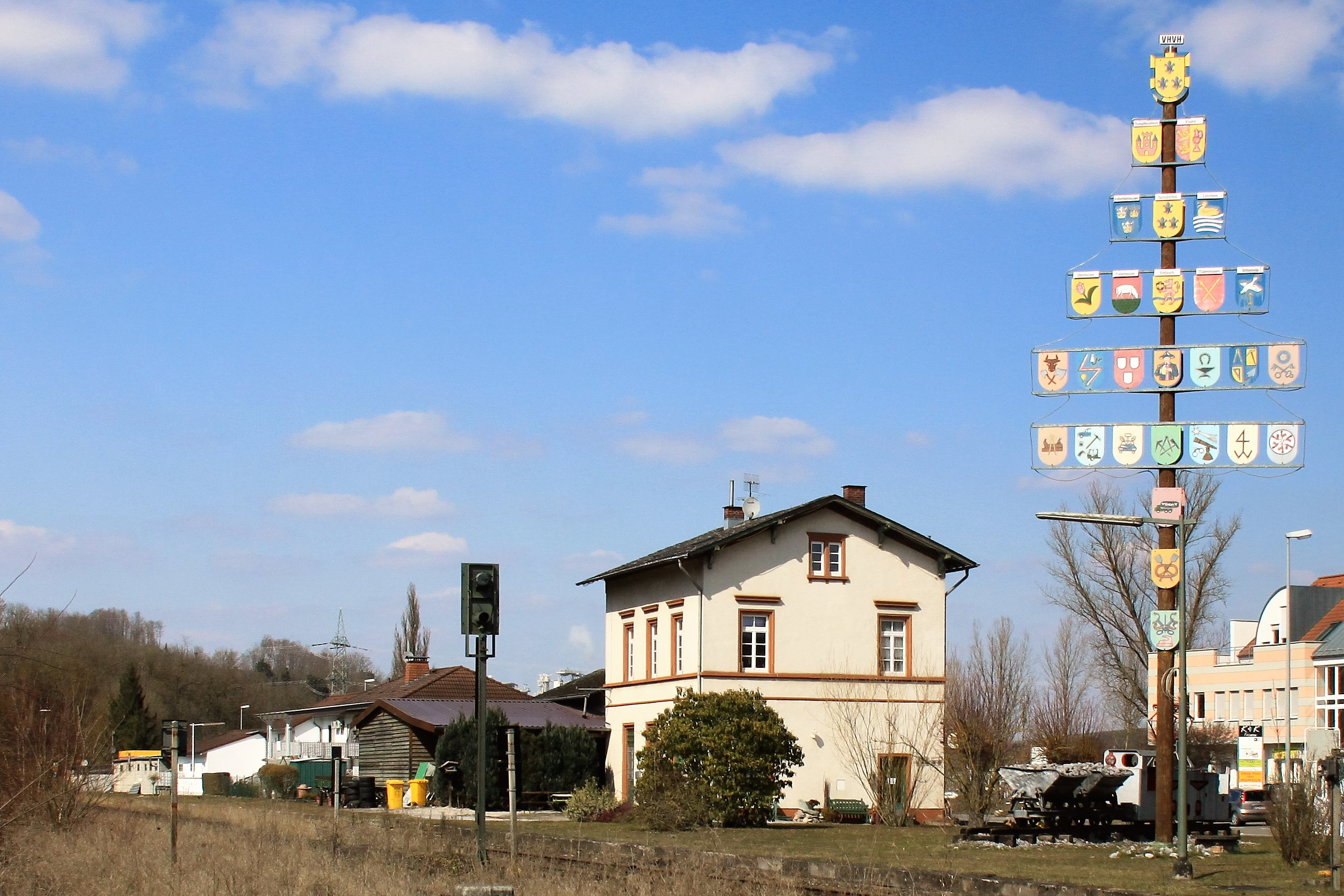
Bahnhof Hahnstätten

Gemeinsam mit den Streckenanlagen wurden 1987 auch die Bahnhöfe unter Denkmalschutz gestellt. Alle Bahnhofsgebäude wurden mittlerweile verkauft, darunter jene an den Bahnhöfen Landesdenkmal, Waldstraße und Chausseehaus auf Wiesbadener Stadtgebiet, sowie die Empfangsgebäude in Bleidenstadt, Bad Schwalbach, Hohenstein, Zollhaus und Flacht.
Die Strecke verfügt über vier Tunnel. Der 156 Meter lange Michelbacher Tunnel und der 287 Meter lange Laufenseldener Tunnel befinden sich zwischen den gleichnamigen Ortschaften. Der 169 Meter lange Hohensteiner Tunnel durchquert den Fels, auf dem sich die Ruine der Burg Hohenstein befindet. Südlich der ehemaligen Schanze und des Kleinkastells Adolfseck verschwindet die Strecke im 150 Meter langen Adolfsecker Tunnel und kommt an der Burg Adolfseck wieder ans Tageslicht. Das denkmalgeschützte Südportal ist mit Bruchsteinen verkleidet und hat eine gequaderte Bogenöffnung.
Zahlreiche Brücken im Stadtgebiet von Wiesbaden sowie im Aartal überqueren Wohn- und Ausfallstraßen sowie den in der Talsohle verlaufenden Fluss.
Als Beispiel quert die Bahn im Bereich des Gehrner Bachs einen Golfplatz im Nordosten von Wiesbaden.

## Heutige Streckensituation

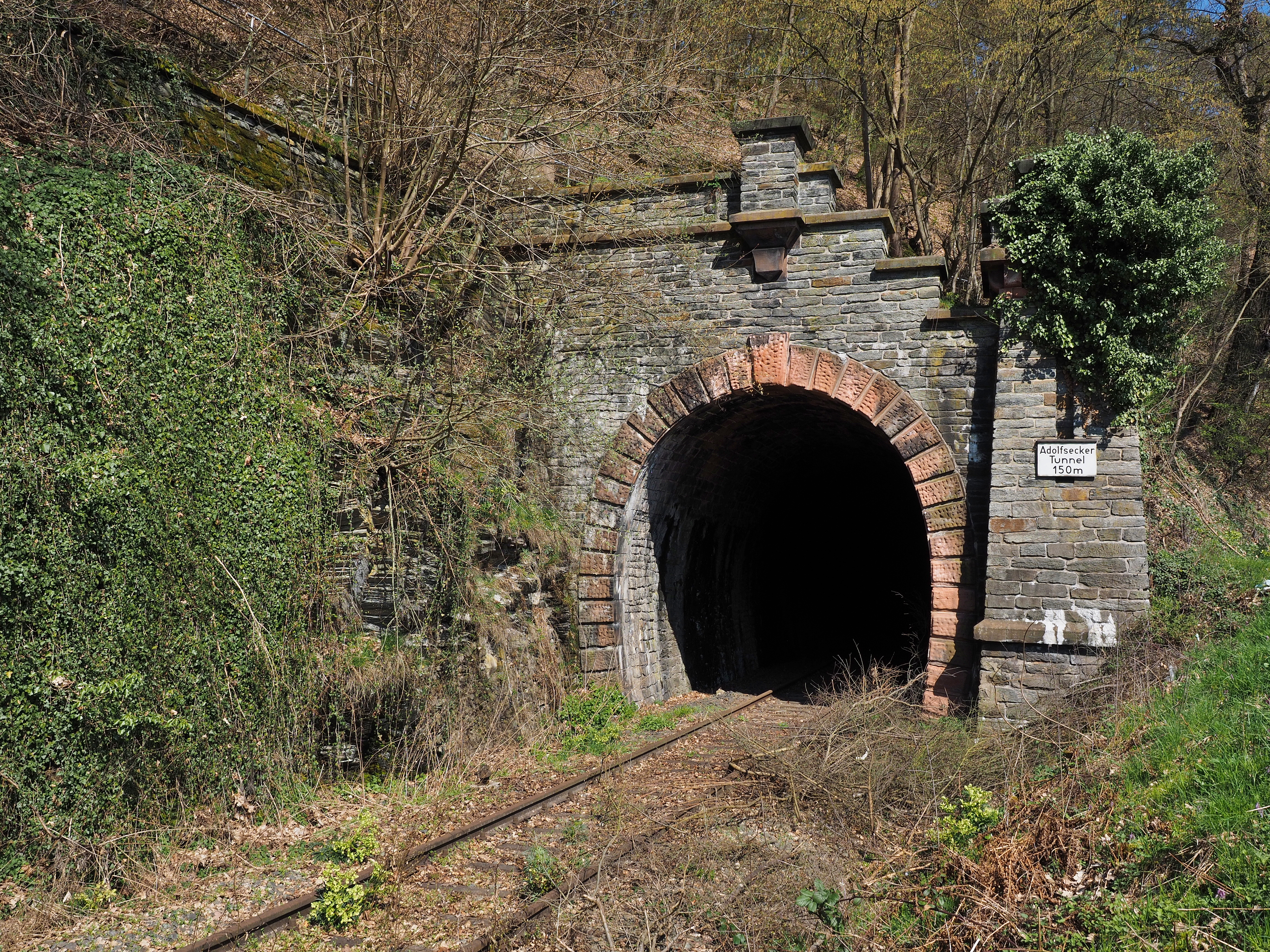
Südportal des Adolfsecker Tunnels

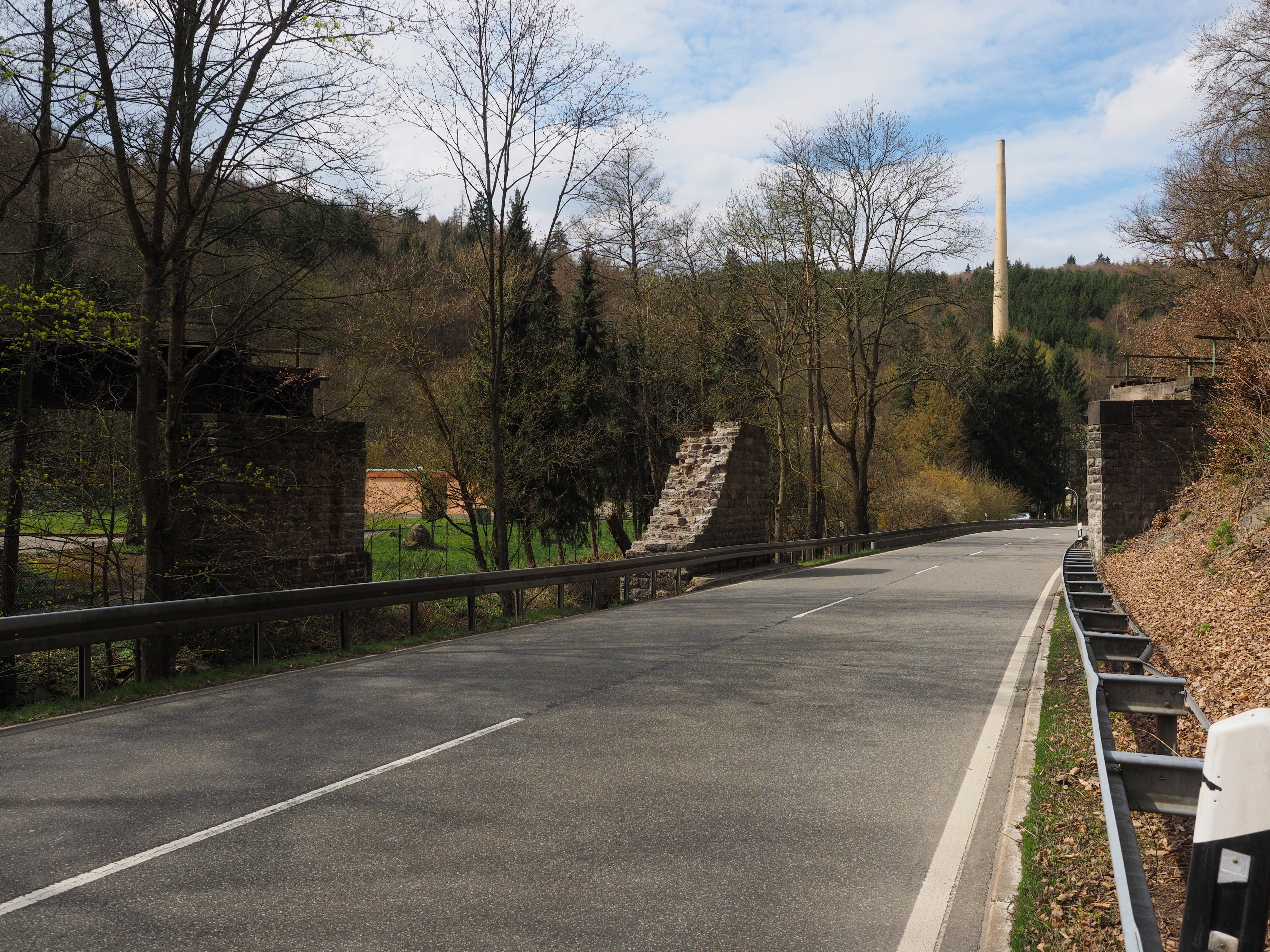
Teilabgerissene Brücke Sandersmühle über die Bundesstraße 54

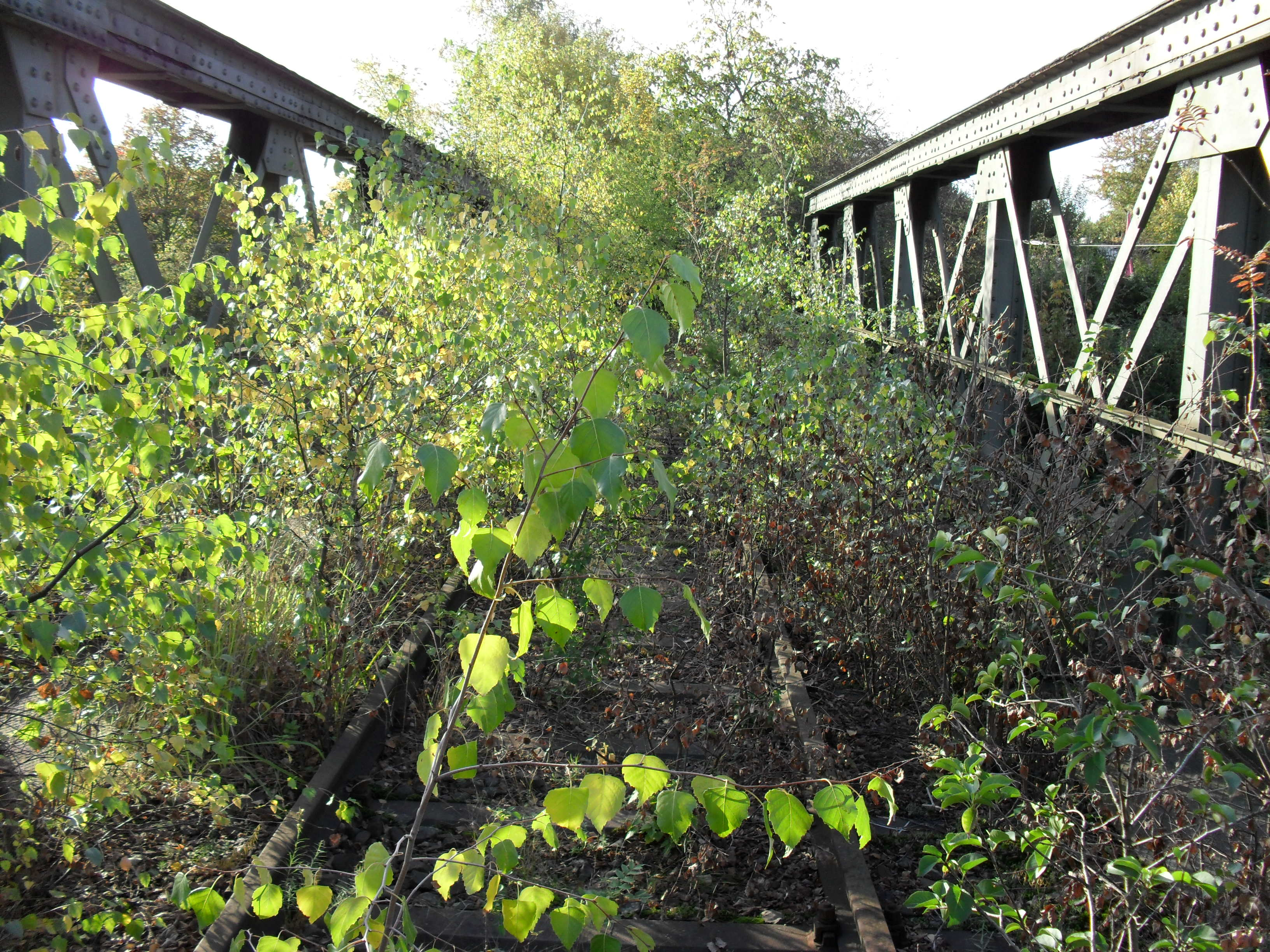
Zugewachsene Brücke über den Theodor-Heuss-Ring in Wiesbaden

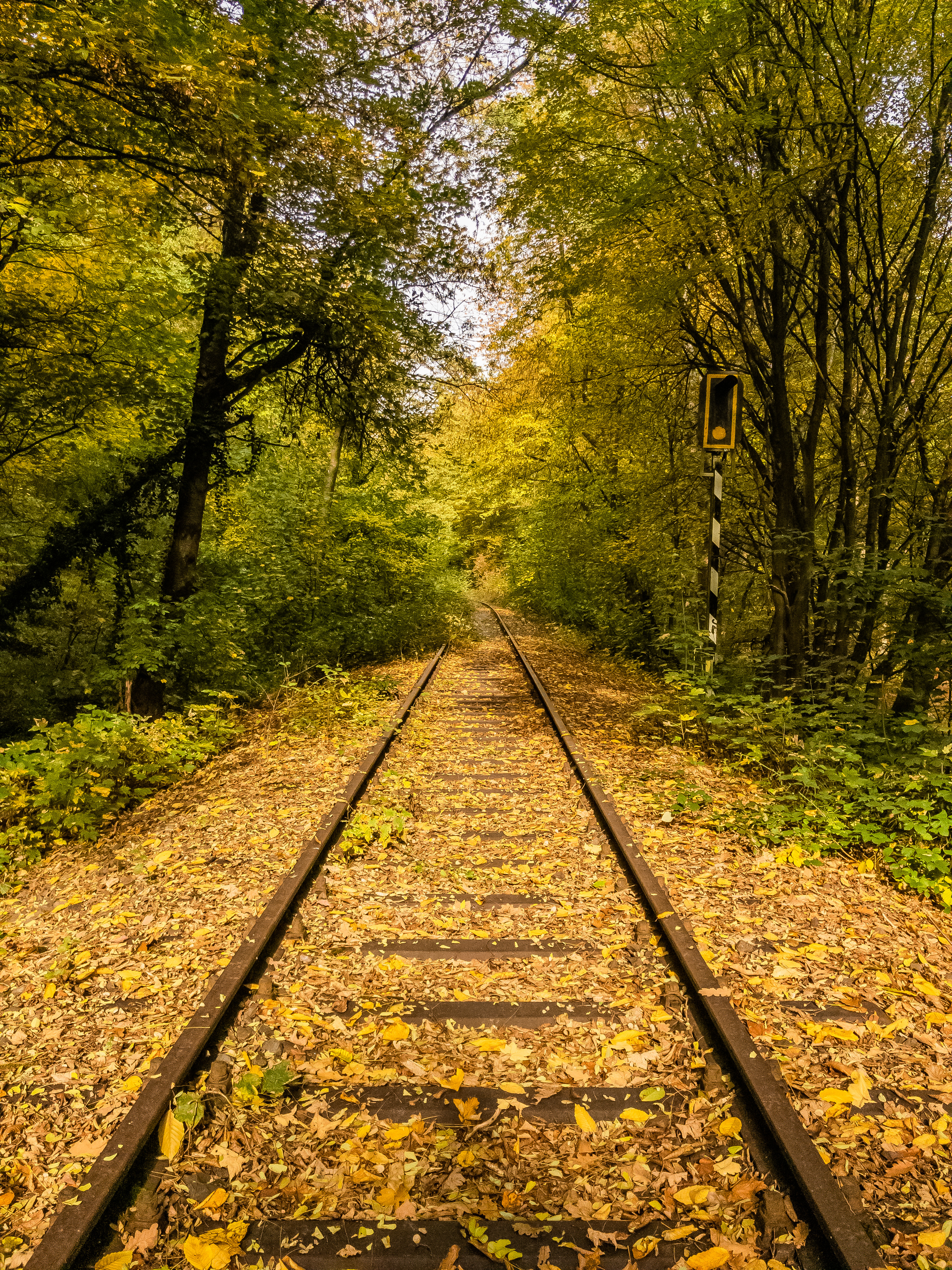
Aartalbahntrasse, Wiesbaden-Klarenthal, Oktober 2020

### Rechtliche Lage
Der nördliche Abschnitt Rückershausen – Diez, der in Rheinland-Pfalz liegt, wurde 2012 von der Verbandsgemeinde Hahnstätten gepachtet. Im Dezember des gleichen Jahres kauften die Verbandsgemeinden Hahnstätten und Diez diesen Streckenabschnitt von der DB Services Immobilien GmbH. Diese suchen seit Sommer 2014 ein Eisenbahninfrastrukturunternehmen (EIU), das ihren Teil der Strecke pachtet und betreibt.
Die Strecke war in ihrem südlichen, hessischen Abschnitt (Bahnstrecke 3504 Wiesbaden Ost – Wiesbaden-Waldstraße und die Bahnstrecke 3500 Wiesbaden-Waldstraße bis zur Landesgrenze nördlich von Rückershausen) im Zeitraum November 2004 bis Oktober 2014 von DB Netz an die Wiesbadener ESWE Verkehrsgesellschaft verpachtet. Seit 1. November 2014 ist dieser Streckenabschnitt von DB InfraGo an die Aartalbahn Infrastruktur gGmbH (das EIU der NTB) verpachtet.
Da die Bahnstrecke unter Denkmalschutz steht, kommt ein Abbau der Gleise nicht in Betracht.

### Streckenzustand

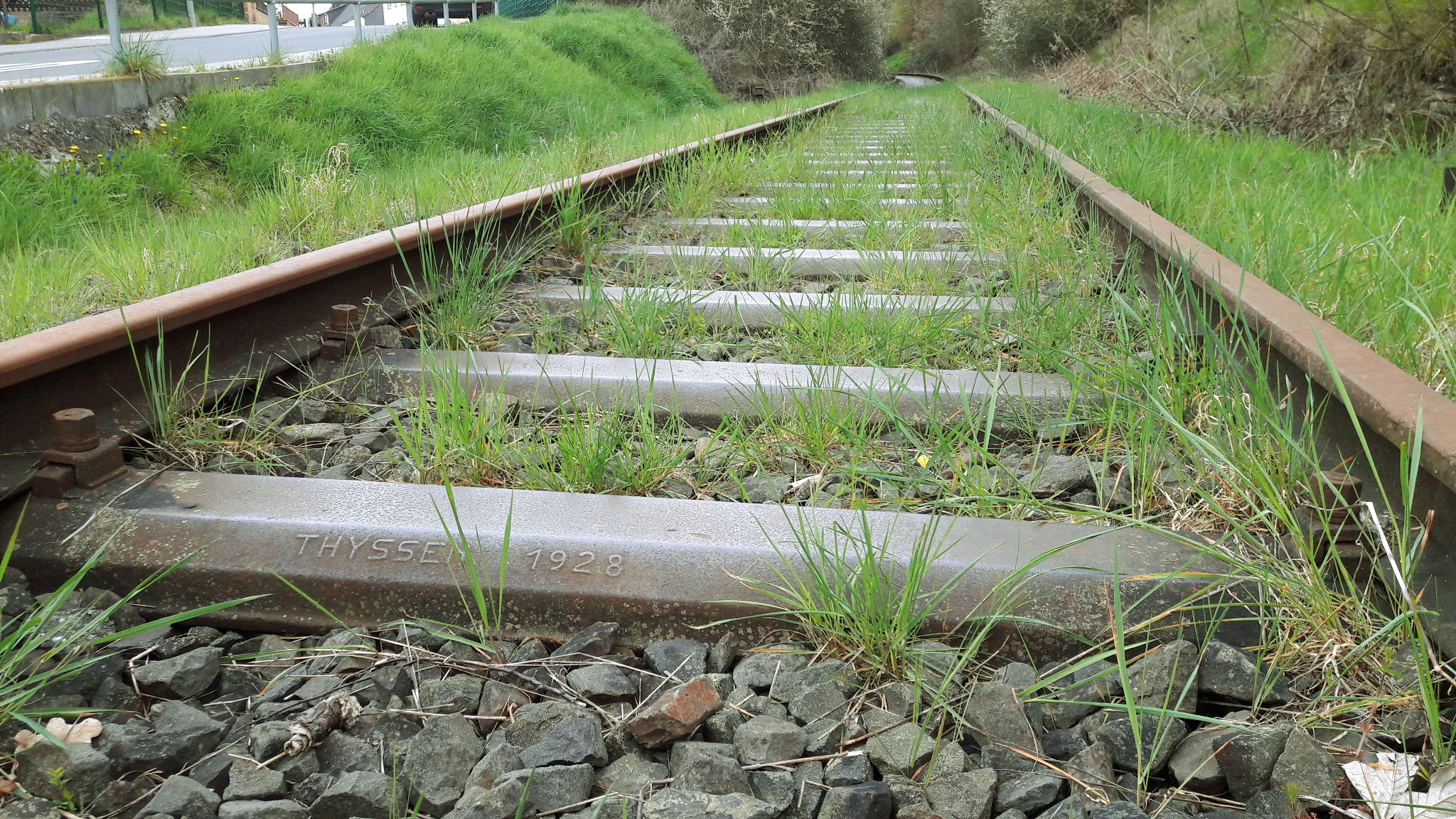
Stahlschwellen in Bleidenstadt

Durch den Einsatz der schweren Akkumulatortriebwagen sind in einigen Gleisbögen die Außenschienen stark abgenutzt. Die Schwellen der freien Strecke sind bis auf den Abschnitt zwischen Kilometer 10,5 und 16,0 noch in einem guten bis sehr guten Zustand. Die Brücken sind weitgehend in gutem Zustand. Im Falle einer Erhöhung der Geschwindigkeit bei einer Reaktivierung müssten einige ersetzt oder saniert werden. Die vier Tunnel der Aartalbahn führen durch festen Fels und zeigen keine strukturellen Schäden. Der Laufenseldener und der Michelbacher Tunnel wurden zur Abdichtung bereits mit Spritzbeton ausgekleidet. Der Oberbau müsste durch Stopfen aufbereitet werden. Zwischen den Tunneln besteht durch die abgerissene Eisenbahnüberführung Sandersmühle (⊙) eine Unterbrechung der Strecke.

### Höchstgeschwindigkeiten
1982 wurden als Höchstgeschwindigkeit im Personenverkehr für den Südabschnitt Wiesbaden – Bad Schwalbach 50 km/h genannt. Doch seien selbst auf der besonders bogen- und steigungsreichen Teilstrecke Chausseehaus – Eiserne Hand 60 km/h möglich. Tatsächlich betrug die von der Deutschen Bundesbahn in dem VzG des Jahres 1982 vorgesehene Geschwindigkeit der freien Strecke 50 km/h.
Nach Angaben der Bürgerinitiative „PRO Aartalbahn“ könnte die Höchstgeschwindigkeit auf 87 % der Gesamtstrecke ohne Änderung der Trassierung auf 80 km/h erhöht werden.

## Reaktivierungsplanungen

### Rheinland-Pfalz

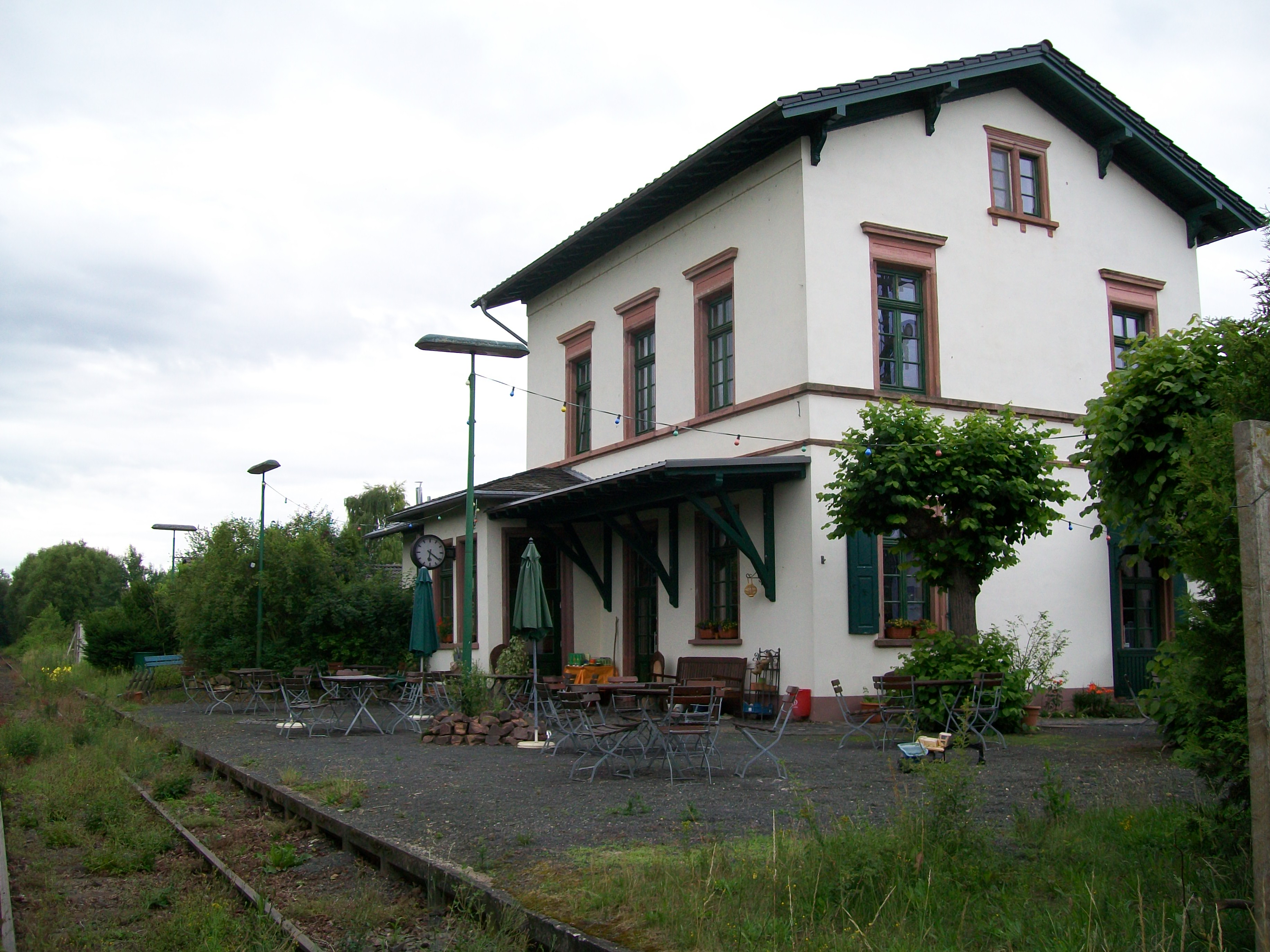
Der Bahnhof Flacht

Ende August 2008 wurde beabsichtigt, dass der Streckenabschnitt Limburg–Zollhaus im Jahre 2014 durch den Zweckverband Schienenpersonennahverkehr Rheinland-Pfalz Nord (SPNV Nord) für den SPNV mit stündlichem Betrieb im Rahmen des Rheinland-Pfalz-Takts reaktiviert werden sollte. Dies geschah im Rahmen des Konzeptes Rheinland-Pfalz-Takt 2015, zu dessen zentralen Aufgaben die Reaktivierung stillgelegter Schienenstrecken zählt. Die erwartete Fahrzeit auf der 13,7 Kilometer langen Strecke zwischen Zollhaus und Limburg soll 20 Minuten betragen (mit Fahrtrichtungswechsel in Diez) und damit nur halb so lang wie die bestehende Busverbindung. Auf der Strecke soll ein Dieseltriebwagen im Pendelbetrieb unterwegs sein. Neben der Reaktivierung der bestehenden Bahnhöfe sollen zusätzliche Haltepunkte in Niederneisen, Holzheim und Freiendiez eingerichtet werden. 2011 sprach man von einer Inbetriebnahme im August 2015. Eine angedachte Verlängerung des reaktivierten Streckenabschnitts in das hessische Michelbach schied aus Kostengründen aus, da hierfür ein zweites Fahrzeug benötigt würde. 2012 wurde erneut der Nutzen-Kosten-Quotient bestimmt und die Prognose von 1,61 oder 1,71 auf 1,31 reduziert. Trotzdem hielt der SPNV Nord an den Reaktivierungsplänen fest, über eine zusätzliche Nutzung durch den Schienengüterverkehr wurde diskutiert. Im Jahr 2014 ging man von einer Reaktivierung im Sommer 2016 aus, eine neuerliche Kosten-Nutzen-Untersuchung wurde vom rheinland-pfälzischen Verkehrsministerium auch auf Druck des Rechnungshofs Rheinland-Pfalz in Auftrag gegeben. Im Juli 2016 lag das Ergebnis dieser neuen Kosten-Nutzen-Untersuchung vor. Für den Abschnitt Diez–Hahnstätten wurde ein Wert von 1,79 errechnet. Für den weiteren Abschnitt Hahnstätten–Zollhaus wurde nur ein Wert von 1,09 errechnet, da in diesem Abschnitt größere Investitionen u. a. in zwei Bahnübergänge notwendig wären. Die Strecke sollte aus diesem Grund nur noch bis Hahnstätten reaktiviert werden. Doch auch diese Reaktivierung verzögert sich weiter, nachdem sich der Rechnungshof des Landes Rheinland-Pfalz in seinem Jahresbericht 2018 dagegen ausgesprochen hatte. Gegenüber einer Wiederaufnahme des Bahnbetriebes mit Kosten von 16,82 Mio. Euro würden – gemäß einem vom Landesrechnungshof in Auftrag gegebenen Gutachten – aus einer Anpassung der bisherigen Busverkehre an ein Bus-Express-System „deutlich geringere volkswirtschaftliche Kosten resultieren“.

### Hessen

#### Citybahn Wiesbaden

Karte mit der geplanten Streckenführung der Stadtbahn (Stand: 2001)

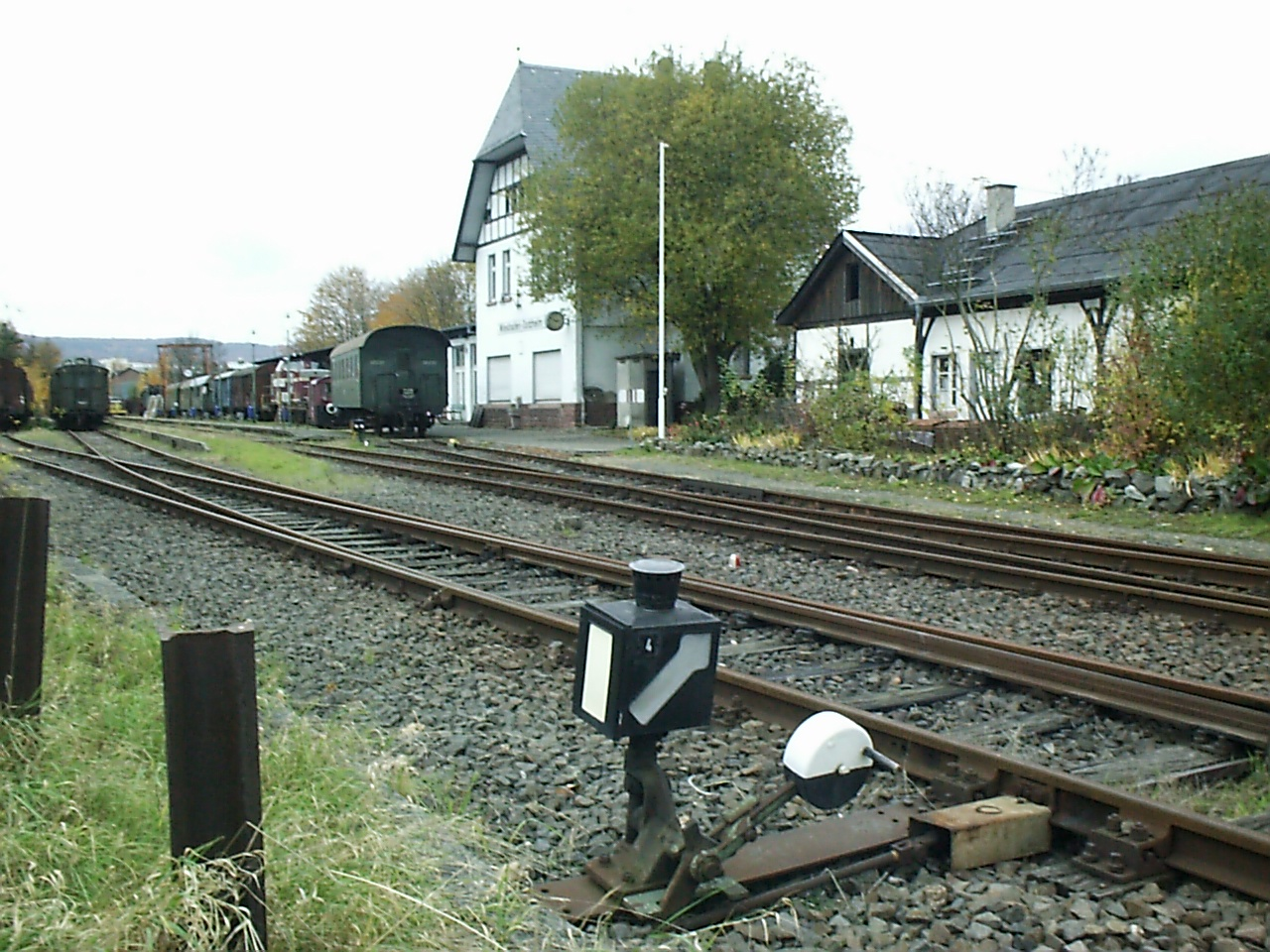
Bahnhof Wiesbaden-Dotzheim, Standort des Aartalbahnmuseums (Aufnahme von November 2007).

Bereits 1998 waren Pläne aufgekommen, einen Abschnitt der Aartalbahn zwischen Bad Schwalbach und Wiesbaden-Dotzheim als Stadtbahn Wiesbaden zu elektrifizieren und mit einer Neubaustrecke von Wiesbaden-Dotzheim durch die Innenstadt zum Wiesbadener Hauptbahnhof zu führen, einschließlich der Option einer Verlängerung nach Mainz. Man hatte vor, bis 2003 die Planfeststellung abzuschließen und bis 2005 die Bahn zu eröffnen. Nach der Kommunalwahl 2001 wurden die Planungen wegen fehlender Mehrheit in der Wiesbadener Stadtverordnetenversammlung vorerst eingestellt, 2011 nach einem erneuten Machtwechsel wieder aufgenommen, eine Einbindung der Aartalbahn war jedoch nicht vorgesehen. 2013 scheiterte das Projekt erneut.
Im Jahr 2016 wurde ein neuer Versuch unternommen, ein Straßenbahnprojekt in Wiesbaden zwischen Bad Schwalbach und den Landeshauptstädten Wiesbaden und Mainz zu installieren. Die gesamte geplante Streckenlänge betrug rund 34 km und sollte vom Bahnhof Bad Schwalbach und der Aartalbahn über das Stadtgebiet Wiesbadens mit Anbindung des Hauptbahnhofs über Wiesbaden-Biebrich, Mainz-Kastel und die Theodor-Heuss-Brücke nach Mainz führen. Zur Kompatibilität mit der Straßenbahn Mainz sollte diese Strecke in Meterspur geführt werden, wodurch die Aartalbahn zwischen Bad Schwalbach und Wiesbaden umgespurt werden sollte. Dieses Projekt scheiterte aber an einem Bürgerentscheid in Wiesbaden am 1. November 2020.

#### Reaktivierungspläne nach dem Bürgerentscheid 2020
Diskussionen um eine Reaktivierung wurden rasch nach dem Bürgerentscheid von einigen Rathausfraktionen direkt gefordert. Die Fraktion Linke und Piraten im Wiesbadener Stadtparlament schlägt die komplette Reaktivierung der Altstrecke vor. Aus der Fraktion der FDP Wiesbaden, die sich eindeutig gegen das Projekt der Citybahn Wiesbaden ausgesprochen hatte, kamen ähnliche Forderungen bereits vor dem Bürgerentscheid. Der zuständige Wiesbadener Verkehrsdezernent Andreas Kowol (Grüne) befürwortet eine neue Machbarkeitsstudie, wie eine Reaktivierung vonstattengehen und eine Finanzierung sich gestalten könnte. Der Rheingau-Taunus-Kreis setzt sich ebenfalls für eine baldige Reaktivierung ein. Dies ebenfalls in Normalspur. Nach dem Vorbild der Linie RB 15 von Frankfurt nach Brandoberndorf könnte durch moderne Brennstoffzellenantriebe die kostenaufwendige Elektrifizierung der Strecke entfallen. Eine neue Nutzen-Kosten-Untersuchung (NKU) soll erstellt werden.

#### Machbarkeitsstudie Wiesbaden – Bad Schwalbach 2023
Ende April 2023 wurden erste Ergebnisse einer Machbarkeitsstudie zur Reaktivierung des Streckenabschnitts Wiesbaden – Bad Schwalbach vorgestellt. Die von der Stadt Wiesbaden, dem Rheingau-Taunus-Kreis und dem Rhein-Main-Verkehrsverbund initiierte Untersuchung sieht während der Hauptverkehrszeit einen Halbstunden-, ansonsten einen Stundentakt zwischen Wiesbaden Ost und Bad Schwalbach vor. Die Züge sollen an den Stationen Steinberger Straße, Schiersteiner Straße, Dotzheim Bahnhof, Dolomitenstraße, Klarenthal, Chausseehaus, Eiserne Hand, Taunusstein-Hahn, Friedrichstraße und Bleidenstadt halten. Der Wiesbadener Hauptbahnhof wird nach dem Konzept nicht bedient, die Gesamtfahrzeit von Wiesbaden Ost nach Bad Schwalbach soll 34 Minuten betragen. Für die Reaktivierung wurde ein volkswirtschaftliches Nutzen-Kosten-Verhältnis von 2,1 genannt.

#### Wiesbaden – Aarbergen

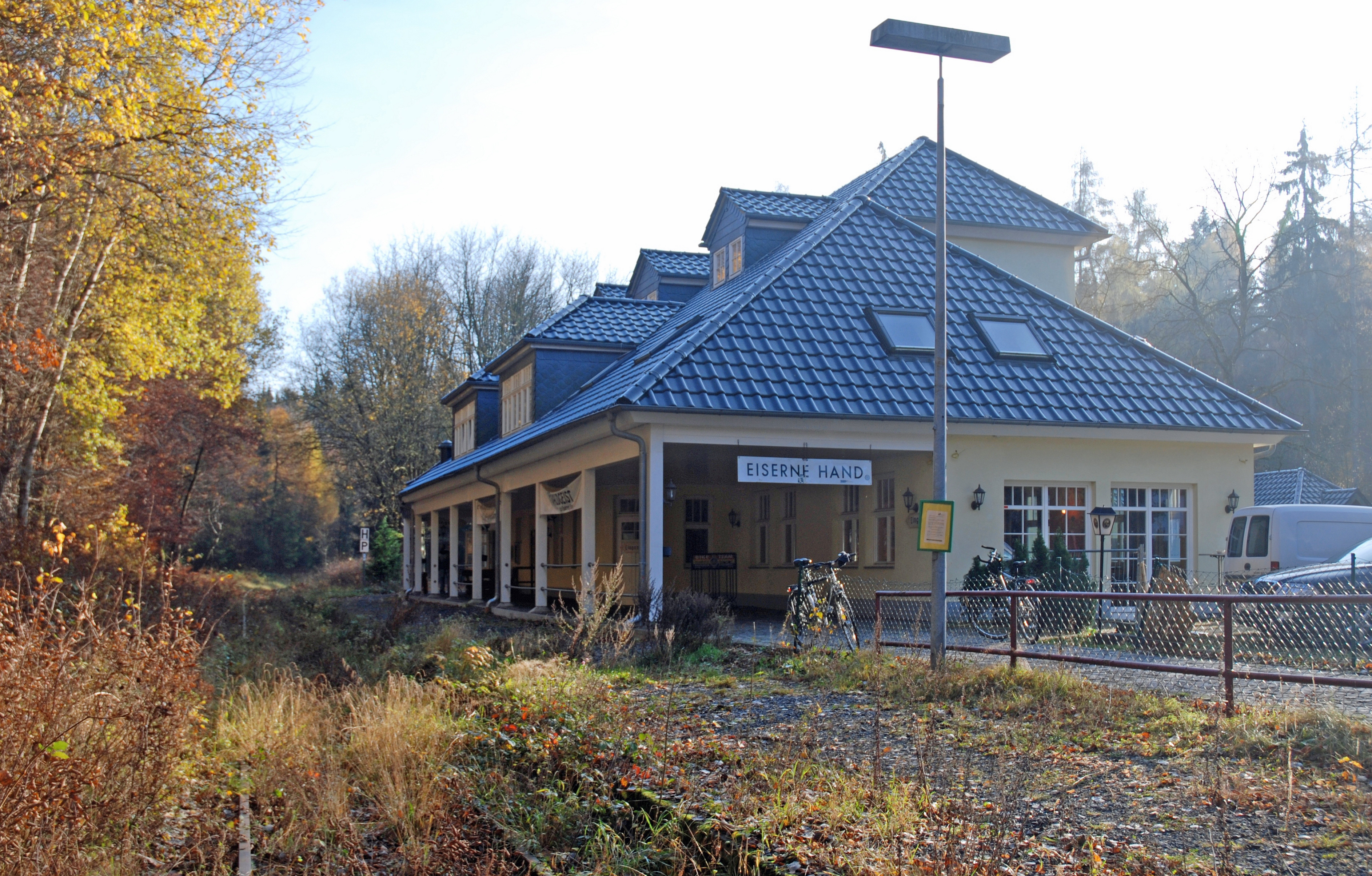
Bahnhof Eiserne Hand am Taunusübergang (2011)

Der Koalitionsvertrag von CDU und SPD im Rheingau-Taunus-Kreis aus dem Jahr 2006 bezeugte den Willen, die Aartalbahn auch ohne die Realisierung der „weiterhin wünschenswerten Stadtbahn Wiesbaden“ für den regulären Güter- und Personenverkehr zu reaktivieren. Das Land Hessen beauftragte den Rhein-Main-Verkehrsverbund (RMV), die Reaktivierung des restlichen Abschnitts von Aarbergen bis Wiesbaden-Dotzheim zu prüfen. Das Gutachten ergab, dass eine Reaktivierung von Aarbergen über Bad Schwalbach und Taunusstein an den Wiesbadener Hauptbahnhof nicht förderfähig wäre, da der berechnete volkswirtschaftliche Nutzenindikator den kritischen Wert von 1,0 mit 0,6 verfehlte. Zöge man jedoch den so genannten „City Link“, also die Fortführung über die Bahnhofstraße bis zum Dernschen Gelände (Wiesbadener Innenstadt) mit in Betracht, würde der Wert von 1,0 überschritten.
Bei der 3. Wiesbadener Aartalbahnkonferenz im November 2009 wurde nun der RMV beauftragt, weiter zu prüfen, ob die Reaktivierung der Aartalbahn in direkter Weiterführung über Wiesbaden Ost nach Mainz und Richtung Frankfurter Flughafen realisierbar wäre. Eine alternativ vorgeschlagene Verbindung zum Flughafen über den Wiesbadener Hauptbahnhof und die Wallauer Spange würde den Bau letzterer und die Reaktivierung der Verbindung Landesdenkmal – Wiesbaden Hauptbahnhof erfordern.
Nach der Entscheidung zur erneuten Prüfung der Stadtbahn in Wiesbaden ohne Anbindung der Bahnstrecke erkennt der Landrat des Rheingau-Taunus-Kreises in dem Projekt wieder einen „Lichtblick für die Aartalbahn“. Die NTB, die die Strecke mit Museumszügen befuhr, begrüßte die Wiederaufnahme der Planung. Die Koalition plante, die touristische Nutzung der Strecke unabhängig von dem innerstädtischen Stadtbahn-Projekt langfristig zu sichern. Für den Kauf der Strecke reservierte der Kreis 250.000 Euro im Haushaltsplan, erklärte jedoch im November 2012, dass ein Kauf nur bei einer Anbindung an die Wiesbadener Innenstadt sinnvoll sei, die derzeit nicht geplant ist. Allerdings war zeitweilig die Nutzung der Strecke für das Verkehrskonzept der Landesgartenschau 2018 in Bad Schwalbach im Gespräch. Die Nassauische Touristik-Bahn wies wegen der Verzögerungen im Zeitplan Anfang 2012 auf die Gefahr eines Konkurses hin, erstellte im selben Jahr aber auch ein Übernahmekonzept für die Infrastruktur. Nach Zusage eines Instandsetzungszuschusses zur Sanierung der beschädigten Brücke im Stadtgebiet Wiesbaden durch die Stadt Wiesbaden plante die NTB, ab Ende 2014 langfristig Sanierungsarbeiten in Höhe von einer Million Euro durchzuführen und zunächst die Strecke zwischen Wiesbaden-Dotzheim und Eiserne Hand wieder in Betrieb zu nehmen. Bis zur Landesgartenschau 2018 sollte der Anschluss nach Bad Schwalbach realisiert sein, langfristig die Strecke bis Zollhaus instand gesetzt werden. Die SPD Hohenstein setzte sich hingegen für eine Umwidmung zum Radweg ein, weil die Reaktivierung nicht wirtschaftlich sei.
Aufgrund der Streckenverpachtung an das EIU der NTB (Aartalbahn Infrastruktur gGmbH) liefen die ersten Arbeiten an der Strecke bereits in der zweiten Jahreshälfte 2014 an, um die Strecke im Abschnitt Wiesbaden-Dotzheim – Hahn-Wehen wieder mit Museumszügen in Betrieb nehmen zu können. Der Abschnitt Wiesbaden-Ost – Wiesbaden-Dotzheim soll bis auf Weiteres nur für Überführungen und Bauzugfahrten genutzt werden. Die NTB strebt die Inbetriebnahme der Aartalbahn als Museumsbahn in Etappen an. Am 3. Mai 2015 hat die Stadt Wiesbaden das EIU mit der Wiederinbetriebnahme der Strecke auf ihrem Gebiet beauftragt und beteiligt sich daran finanziell.

#### Rezeption
Die Bürgerinitiativen „Stadtbahn – ja“ und „PRO Aartalbahn“ entwickelten Konzepte für eine Stadtbahn und eine Regionalbahn. Geplant war die vollständige Reaktivierung der Aartalbahn, was einen Verkehr durch Wohngebiete in Wiesbaden einschließt. Dies wurde von einigen Anwohnern der Strecke und der Bürgerinitiative „Aartalbahn nicht durch Wiesbaden!“ kritisiert. Der geschätzte Kostenpunkt belief sich auf ca. 60 Millionen Euro für die Sanierung der Anlage und Anschaffung der Züge, ein Rentabilitätsgutachten steht aus. Die Bürgerinitiative „Busse statt Aartalbahn“ kritisierte unter anderem die hohen Kosten des Projekts. Laut einer Umfrage von 2011, die der Wiesbadener Kurier durchführte, wünschten sich zwei Drittel der Wiesbadener eine Reaktivierung der Aartalbahn. Der Unternehmerverband Hessischer Einzelhandel Mitte-Süd sprach sich 2012 für eine schnelle Reaktivierung aus.

### Länderübergreifende Vorhaben

#### Koalitionsverträge in Rheinland-Pfalz und Hessen
Sowohl in Rheinland-Pfalz als auch in Hessen sprechen sich die jeweiligen Regierungsparteien in ihren Koalitionsverträgen von 2016 bzw. 2018 für die Reaktivierung der Aartalbahn aus.

#### Deutschland-Takt
In der Netzgrafik des Zielfahrplans zum Deutschland-Takt ist die Aartalbahn mit einem stündlichen Regionalbahn-Angebot (Limburg –) Diez – Bad Schwalbach enthalten. Südlich von Bad Schwalbach wird auf das Projekt Citybahn Wiesbaden/Mainz verwiesen.

#### Machbarkeitsstudie für Gesamtstrecke 2021
Die Bundesländer Rheinland-Pfalz und Hessen, der Zweckverband Schienenpersonennahverkehr Rheinland-Pfalz Nord sowie der Rhein-Main-Verkehrsverbund haben sich im Februar 2021 darauf geeinigt, die Reaktivierung der Gesamtstrecke (Limburg –) Diez – Wiesbaden im Rahmen einer Machbarkeitsstudie neu zu untersuchen. An der entsprechenden Videokonferenz waren auch die anliegenden Landkreise und kreisfreien Städte – Wiesbaden, Rheingau-Taunus- und Rhein-Lahn-Kreis sowie die Verbandsgemeinden Aar-Einrich und Diez – beteiligt.